# 稲敷市

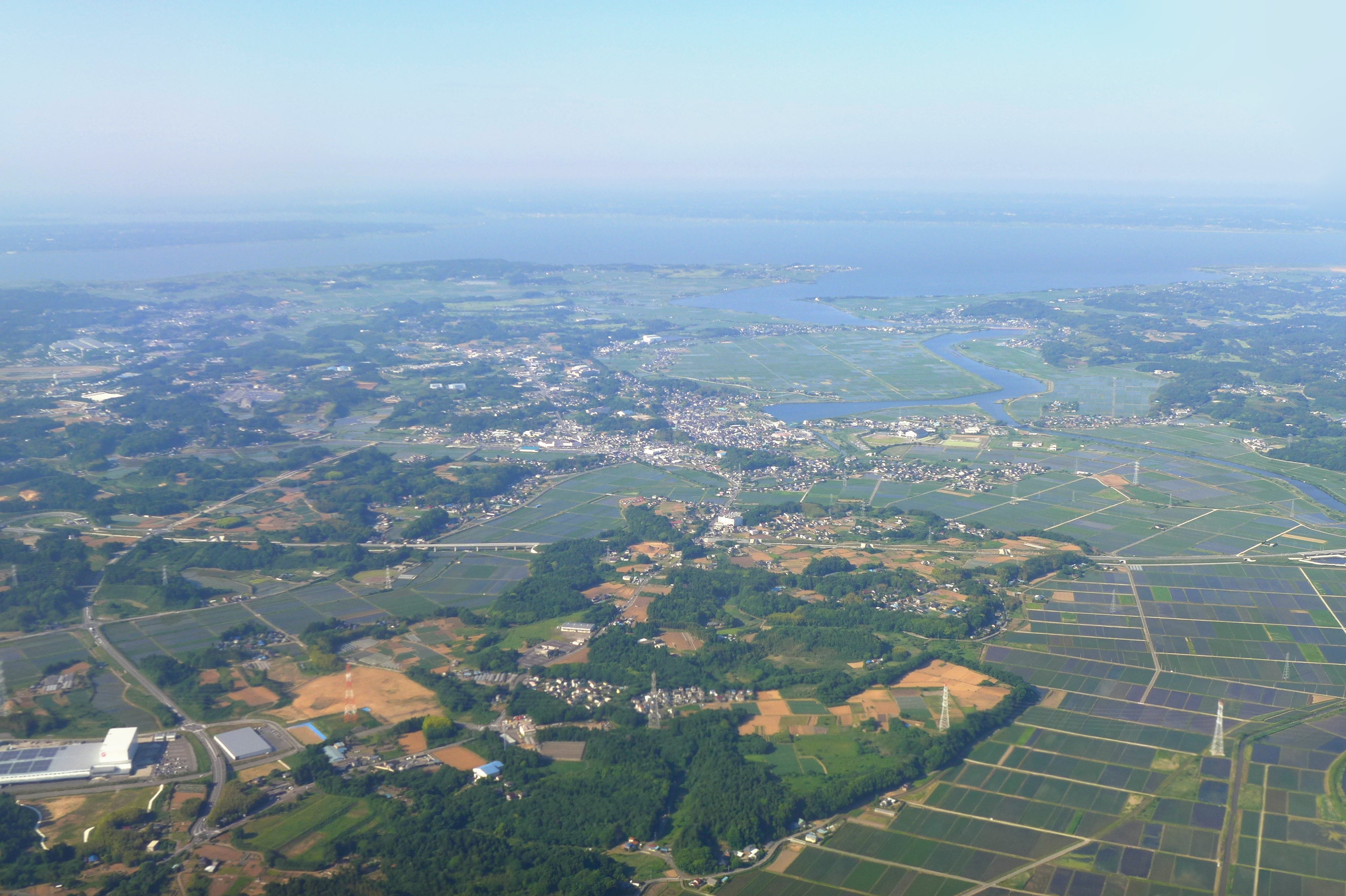
小野川河口付近の空撮

稲敷市（いなしきし）は、茨城県の県南地域に位置する市。2005年（平成17年）3月22日の合併により誕生した。

## 概要
茨城県南部に位置しており、東京都心からおよそ60km圏にある。市域は稲敷台地と広大な水田地帯で構成される。市の北東には霞ヶ浦があり、南東には利根川が流れる。市域は全域が旧稲敷郡で構成されるが、南東部（旧東町の大半）は明治期に千葉県香取郡から編入されている。

## 地理
- 河川：利根川、新利根川、小野川、破竹川
- 湖沼：霞ヶ浦

江戸時代は小野川流域に薪炭林としてのアカマツ林が広がっており天領とされていた。江戸への燃料供給元とされ、当地で集められた薪は付近の農作物などと共に小野川から霞ヶ浦・利根川を経由して江戸まで舟で運ばれていた。江戸崎地区はこの水運の拠点として栄えた。

### 地区
- 江戸崎地区（旧江戸崎町（えどさきまち））
  - 行政区（自治会）：門前第1、門前第2、江戸崎田宿、戸張、浜新宿、本宿荒宿、大宿、天王、根宿切通、西町、犬塚本郷、荒野、稲波、小角、新山、上君山、下君山、松山、羽賀、村田、沼田第1、沼田第2、小羽賀、時崎、上蒲ケ山、下蒲ケ山、月出里、花指、沼田台、佐倉、鳩崎本郷、野原、信太古渡、岡、須賀、椎塚、駒塚、桑山、南ケ丘
- 新利根地区（旧新利根町（しんとねまち））
  - 行政区（自治会）：寄居、寺地、新利根新宿、九軒、戌渡、伊崎太田新田、角崎狸穴、中山、曽根、伊佐津、太田上区、太田下区、寺内、小野、堀川、桑山新田、根本1区、根本2区、根本3区、根本4区、根本5区、根本6区
- 桜川地区（旧桜川村（さくらがわむら））
  - 行政区（自治会）：浮島東、浮島中央、浮島西、須賀津、甘田、四箇、阿波、神宮寺、羽生堀之内柏木、桜川田宿、桜川本宿、古渡岡、飯出、三次、馬渡
- 東地区（旧東町（あずままち））
  - 行政区（自治会）：東1区、東2区、東3区、東4区、東5区、東6区、東7区、東8区、東9区、東10区、東11区、東12区、東13区、東14区、東15区、東16区、東17区、東18区、東19区、東20区、東21区

### 隣接している自治体
- 茨城県
  - 龍ケ崎市
  - 潮来市
  - 牛久市
  - 稲敷郡美浦村
  - 稲敷郡阿見町
  - 稲敷郡河内町
- 千葉県
  - 香取市
  - 香取郡神崎町

## 人口
| |                                        |  |
| 稲敷市と全国の年齢別人口分布（2005年） | 稲敷市の年齢・男女別人口分布（2005年） |  |
| ■紫色 ― 稲敷市 ■緑色 ― 日本全国 | ■青色 ― 男性 ■赤色 ― 女性              |  |
| 稲敷市（に相当する地域）の人口の推移 \| 1970年（昭和45年） \| 41,443人 \| \| \| 1975年（昭和50年） \| 41,418人 \| \| \| 1980年（昭和55年） \| 43,257人 \| \| \| 1985年（昭和60年） \| 44,454人 \| \| \| 1990年（平成2年） \| 45,326人 \| \| \| 1995年（平成7年） \| 51,652人 \| \| \| 2000年（平成12年） \| 51,284人 \| \| \| 2005年（平成17年） \| 49,689人 \| \| \| 2010年（平成22年） \| 46,895人 \| \| \| 2015年（平成27年） \| 42,810人 \| \| \| 2020年（令和2年） \| 39,039人 \| \| |                                        |  |
| 総務省統計局 国勢調査より |                                        |  |
| 1970年（昭和45年） | 41,443人                               |  |
| 1975年（昭和50年） | 41,418人                               |  |
| 1980年（昭和55年） | 43,257人                               |  |
| 1985年（昭和60年） | 44,454人                               |  |
| 1990年（平成2年） | 45,326人                               |  |
| 1995年（平成7年） | 51,652人                               |  |
| 2000年（平成12年） | 51,284人                               |  |
| 2005年（平成17年） | 49,689人                               |  |
| 2010年（平成22年） | 46,895人                               |  |
| 2015年（平成27年） | 42,810人                               |  |
| 2020年（令和2年） | 39,039人                               |  |

1995年の約5万2000人をピークに急減が続いている。2022年4月1日には、茨城県南地域では利根町に続いて過疎地域に指定された（河内町と、かすみがうら市の一部も同時に指定）。

## 歴史

### 沿革

#### 稲敷市発足前
- 1899年（明治32年）4月1日 - 千葉県香取郡佐原町、本新島村、新島村の各一部が稲敷郡に編入し、新たに本新島村となる。
- 1936年（昭和11年）3月 - 水郷大橋が開通。
- 1953年（昭和28年）5月18日 - 国道123号（現在の国道51号）と国道125号が制定。

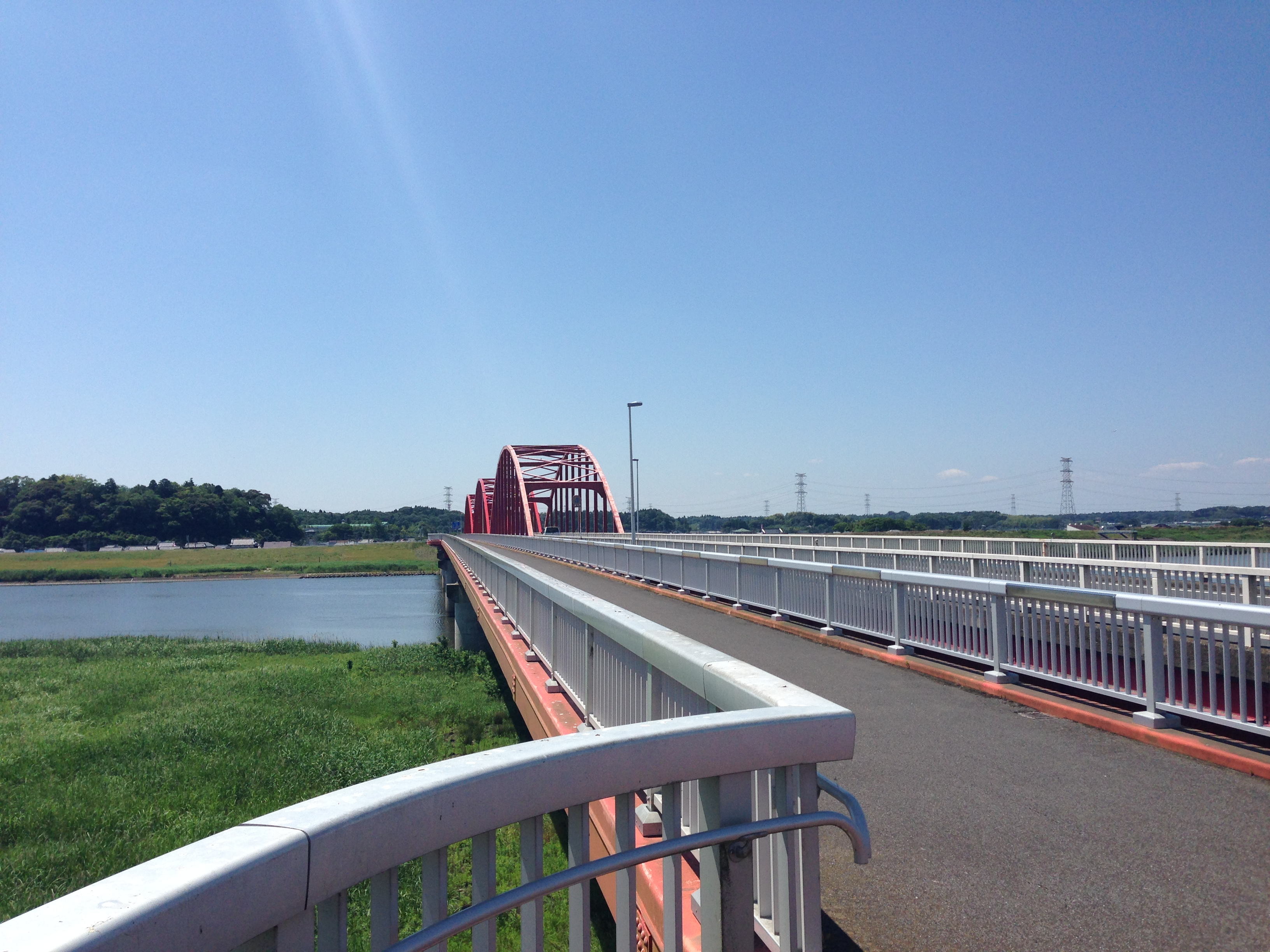
神崎大橋

- 1967年（昭和42年）5月 - 神崎大橋が開通。
- 1982年（昭和57年）4月1日 - 国道408号が制定。

#### 稲敷市発足後
- 2005年（平成17年）3月22日 - 江戸崎町・新利根町・東町・桜川村が合併し、稲敷市が発足。当時の市庁舎は旧江戸崎町役場。
- 2009年（平成21年）3月21日 - 圏央道 稲敷ICが供用開始。
- 2011年（平成23年）3月11日 - 東北地方太平洋沖地震によって震度6弱を観測
- 2013年（平成25年）4月1日 - 新東小学校とあずま東小学校を再編統合。
- 2014年（平成26年）4月1日 - 太田小学校、柴崎小学校、根本小学校を統合。新利根小学校開校。
- 2014年（平成26年）4月12日 - 圏央道 稲敷東ICが供用開始。
- 2017年（平成28年）4月1日 - 江戸崎小学校、君賀小学校、鳩崎小学校を江戸崎小学校に統合。
- 2017年（平成28年）5月6日 - 江戸崎西高校跡地に新市庁舎を開設し現在地に移転
- 2018年（平成29年）4月1日 - あずま南小学校とあずま東小学校を統合。

#### 市名決定まで
合併前の4町村在住の小学生以上を対象に新市名を募集し、1282件（280種類）の応募があった。応募が多かった案（応募数）は以下の通り。
- 江戸崎市（328）
- 稲敷市（133）
- いなしき市（114）
- えどさき市（51）
- 南茨城市（24）
- いなほ市（19）
- 霞南市（17）
- みずほ市（17）
- 稲穂市（15）
- かすみ市（11）
- 湖南市（10）
- 水郷市（10）
- 新江戸崎市（8）
- みどり市（6）
- みのり市（6）
- 香澄市（5）
- 霞ヶ浦市（5）
- 新稲敷市（5）
- 稲美市（4）
- さくら市（4）
- 南いばらき市（4）
- 伊勢の台市（3）
- 稲東市（3）
- 大江戸市（3）
- 大杉市（3）
- 霞市（3）
- 桜市（3）
- 新光市（3）
- ひしくい市（3）
- 水穂市（3）
- 緑市（3）
- 南霞ヶ浦市（3）
- 未来市（3）

合併協議会で「いなしき市」「稲敷市」「みずほ市」「水穂市」「南茨城市」の5候補に絞られ、委員34名による協議で「稲敷市」に決定した。

### 行政区域変遷
変遷の年表
| 稲敷市市域の変遷（年表） | 稲敷市市域の変遷（年表） | 稲敷市市域の変遷（年表） |
| 年                       | 月日                     | 現稲敷市市域に関連する行政区域変遷 |
| ------------------------ | ------------------------ | --- |
| 1889年（明治22年）       | 4月1日                   | 町村制施行により、以下の町村が発足。 - 旧江戸崎町 - 信太郡 - 江戸崎町 ← 江戸崎村・犬塚村 - 君賀村 ← 村田村・羽賀村・松山村・上君山村・下君山村 - 沼里村 ← 蒲ケ山村・月出里村・時崎村・沼田村・小羽賀村 - 鳩崎村 ← 鳩崎村・佐倉村・古渡村 - 河内郡 - 高田村 ← 高田村・椎塚村・駒塚村・桑山村 - 旧新利根町 - 河内郡 - 根本村 ← 下根本村・上根本村 - 柴崎村 ← 中山村・柴崎村・伊佐津村・伊佐津新田・戌渡新田・角崎村・狸穴村 - 太田村 ← 寺内村・小野村・下太田村・堀川村 - 旧東町 - 千葉県香取郡 - 佐原町 ← 佐原町・佐原新田・篠原村・長島村・中洲村・西代村大字笄島 - 本新島村 ← 上之島村、上須田村、西代村、野間谷原村、石納村、飯島村、川尻村、大戸村の新田 - 新島村 ← 扇島村、加藤洲村、磯山村、八筋川村、大島村、三島村、境島村、附洲新田、公官州新田 - 十余島村 ← 押砂村・結佐村・六角村・四ッ谷村・曲淵村・橋向村・清久島村・余津島村・手賀組新田・ 佐原組新田・下須田新田・阿波崎新田 - 河内郡 - 伊崎村 ← 下須田村・伊佐部村・阿波崎村・釜井村 - 大須賀村 ← 福田村・幸田村・脇川村・中島村・清水村・町田村・東大沼村・市崎村 - 旧桜川村 - 信太郡 - 浮島村 ← 浮島村単独で村制施行 - 河内郡 - 古渡村 ← 古渡村・柏木古渡村・柏木村・堀之内村・羽生村・岡飯出村・飯出村・三次村・上馬渡村・下馬渡村 - 阿波村 ← 阿波村・神宮寺村・甘田村・四箇村・南山来村・須賀津村 |
| 1896年（明治29年）       | 4月1日                   | 信太郡と河内郡が合併し稲敷郡が発足。 |
| 1899年（明治32年）       | 4月1日                   | - 千葉県香取郡本新島村の一部（上之島、上須田、西代と石納、飯島の各一部）、新島村の一部（八筋川、大島、 三島、境島のうち横利根川より西側）、佐原町の一部（佐原新田の一部）が合併し 茨城県稲敷郡本新島村が発足。 - 千葉県香取郡十余島村は茨城県稲敷郡に移行。 - 同日、千葉県香取郡神崎町の一部（神崎神宿、神崎本宿、今、小松の各一部）は十余島村に編入。 |
| 1954年（昭和29年）       | 11月3日                  | 江戸崎町・君賀村・沼里村・鳩崎村・高田村が合併し、江戸崎町が発足。 |
| 1955年（昭和30年）       | 1月5日                   | 本新島村・十余島村・伊崎村が合併し東村が発足。 |
| 1955年（昭和30年）       | 4月1日                   | - 根本村・柴崎村・太田村が合併し、新利根村が発足。 - 古渡村と浮島村が合併し桜川村が発足。 |
| 1956年（昭和31年）       | 9月30日                  | - 阿波村の大半（阿波の一部を除く）が桜川村に編入。 - 阿波村の一部（阿波の一部）は東村に編入。 |
| 1958年（昭和33年）       | 2月20日                  | 大須賀村は東村に編入。 |
| 1966年（昭和41年）       |                          | 旧十余島村の一部（神崎神宿、神崎本宿、小松の各一部）を神崎町が編入。 |
| 1973年（昭和48年）       |                          | - 清久島の一部を河内村が編入。 - 釜井の一部が桜川村に編入。 - 桜川村の一部（甘田の一部）は東村に編入。 |
| 1978年（昭和53年）       |                          | 桜川村の一部（神宮寺の一部）は東村に編入。 |
| 1996年（平成8年）        | 6月1日                   | 新利根村は町制施行し新利根町となる。 |
| 1996年（平成8年）        | 9月1日                   | 東村は町制施行し東町となる。 |
| 2005年（平成17年）       | 3月22日                  | 江戸崎町・新利根町・東町・桜川村が合併し、稲敷市が発足。 |

変遷表
| 稲敷市市域の変遷表（※細かな境界の変遷は省略） | 稲敷市市域の変遷表（※細かな境界の変遷は省略） | 稲敷市市域の変遷表（※細かな境界の変遷は省略） | 稲敷市市域の変遷表（※細かな境界の変遷は省略） | 稲敷市市域の変遷表（※細かな境界の変遷は省略） | 稲敷市市域の変遷表（※細かな境界の変遷は省略） | 稲敷市市域の変遷表（※細かな境界の変遷は省略） | 稲敷市市域の変遷表（※細かな境界の変遷は省略） | 稲敷市市域の変遷表（※細かな境界の変遷は省略） | 稲敷市市域の変遷表（※細かな境界の変遷は省略） | 稲敷市市域の変遷表（※細かな境界の変遷は省略） |
| 1868年 以前                                   | 1868年 以前                                   | 1868年 以前                                   | 明治元年 - 明治22年                           | 明治22年 4月1日                               | 明治22年 - 昭和19年                           | 昭和20年 - 昭和64年                           | 平成元年 - 現在                               | 平成元年 - 現在                               | 現在                                          |                                               |
| --------------------------------------------- | --------------------------------------------- | --------------------------------------------- | --------------------------------------------- | --------------------------------------------- | --------------------------------------------- | --------------------------------------------- | --------------------------------------------- | --------------------------------------------- | --------------------------------------------- | --------------------------------------------- |
| 信太郡                                        |                                               | 江戸崎村                                      | 江戸崎村                                      | 江戸崎町                                      | 明治29年4月1日 稲敷郡発足                     | 昭和29年11月3日 江戸崎町                      | 江戸崎町                                      | 平成17年3月22日 稲敷市                        | 稲敷市                                        |                                               |
| 信太郡                                        | 犬塚村                                        |                                               |                                               | 江戸崎町                                      | 明治29年4月1日 稲敷郡発足                     | 昭和29年11月3日 江戸崎町                      | 江戸崎町                                      | 平成17年3月22日 稲敷市                        | 稲敷市                                        |                                               |
| 信太郡                                        |                                               | 村田村                                        | 村田村                                        | 君賀村                                        | 明治29年4月1日 稲敷郡発足                     | 昭和29年11月3日 江戸崎町                      | 江戸崎町                                      | 平成17年3月22日 稲敷市                        | 稲敷市                                        |                                               |
| 信太郡                                        | 羽賀村                                        |                                               |                                               | 君賀村                                        | 明治29年4月1日 稲敷郡発足                     | 昭和29年11月3日 江戸崎町                      | 江戸崎町                                      | 平成17年3月22日 稲敷市                        | 稲敷市                                        |                                               |
| 信太郡                                        | 松山村                                        |                                               |                                               | 君賀村                                        | 明治29年4月1日 稲敷郡発足                     | 昭和29年11月3日 江戸崎町                      | 江戸崎町                                      | 平成17年3月22日 稲敷市                        | 稲敷市                                        |                                               |
| 信太郡                                        | 上君山村                                      |                                               |                                               | 君賀村                                        | 明治29年4月1日 稲敷郡発足                     | 昭和29年11月3日 江戸崎町                      | 江戸崎町                                      | 平成17年3月22日 稲敷市                        | 稲敷市                                        |                                               |
| 信太郡                                        | 下君山村                                      |                                               |                                               | 君賀村                                        | 明治29年4月1日 稲敷郡発足                     | 昭和29年11月3日 江戸崎町                      | 江戸崎町                                      | 平成17年3月22日 稲敷市                        | 稲敷市                                        |                                               |
| 信太郡                                        |                                               | 蒲ケ山村                                      | 蒲ケ山村                                      | 沼里村                                        | 明治29年4月1日 稲敷郡発足                     | 昭和29年11月3日 江戸崎町                      | 江戸崎町                                      | 平成17年3月22日 稲敷市                        | 稲敷市                                        |                                               |
| 信太郡                                        | 月出里村                                      |                                               |                                               | 沼里村                                        | 明治29年4月1日 稲敷郡発足                     | 昭和29年11月3日 江戸崎町                      | 江戸崎町                                      | 平成17年3月22日 稲敷市                        | 稲敷市                                        |                                               |
| 信太郡                                        | 時崎村                                        |                                               |                                               | 沼里村                                        | 明治29年4月1日 稲敷郡発足                     | 昭和29年11月3日 江戸崎町                      | 江戸崎町                                      | 平成17年3月22日 稲敷市                        | 稲敷市                                        |                                               |
| 信太郡                                        | 沼田村                                        |                                               |                                               | 沼里村                                        | 明治29年4月1日 稲敷郡発足                     | 昭和29年11月3日 江戸崎町                      | 江戸崎町                                      | 平成17年3月22日 稲敷市                        | 稲敷市                                        |                                               |
| 信太郡                                        | 小羽賀村                                      |                                               |                                               | 沼里村                                        | 明治29年4月1日 稲敷郡発足                     | 昭和29年11月3日 江戸崎町                      | 江戸崎町                                      | 平成17年3月22日 稲敷市                        | 稲敷市                                        |                                               |
| 信太郡                                        |                                               | 鳩崎村                                        | 鳩崎村                                        | 鳩崎村                                        | 明治29年4月1日 稲敷郡発足                     | 昭和29年11月3日 江戸崎町                      | 江戸崎町                                      | 平成17年3月22日 稲敷市                        | 稲敷市                                        |                                               |
| 信太郡                                        | 佐倉村                                        |                                               |                                               | 鳩崎村                                        | 明治29年4月1日 稲敷郡発足                     | 昭和29年11月3日 江戸崎町                      | 江戸崎町                                      | 平成17年3月22日 稲敷市                        | 稲敷市                                        |                                               |
| 信太郡                                        | 古渡村                                        |                                               |                                               | 鳩崎村                                        | 明治29年4月1日 稲敷郡発足                     | 昭和29年11月3日 江戸崎町                      | 江戸崎町                                      | 平成17年3月22日 稲敷市                        | 稲敷市                                        |                                               |
| 河内郡                                        |                                               | 高田村                                        | 高田村                                        | 高田村                                        | 明治29年4月1日 稲敷郡発足                     | 昭和29年11月3日 江戸崎町                      | 江戸崎町                                      | 平成17年3月22日 稲敷市                        | 稲敷市                                        |                                               |
| 河内郡                                        | 椎塚村                                        |                                               |                                               | 高田村                                        | 明治29年4月1日 稲敷郡発足                     | 昭和29年11月3日 江戸崎町                      | 江戸崎町                                      | 平成17年3月22日 稲敷市                        | 稲敷市                                        |                                               |
| 河内郡                                        | 駒塚村                                        |                                               |                                               | 高田村                                        | 明治29年4月1日 稲敷郡発足                     | 昭和29年11月3日 江戸崎町                      | 江戸崎町                                      | 平成17年3月22日 稲敷市                        | 稲敷市                                        |                                               |
| 河内郡                                        | 桑山村                                        |                                               |                                               | 高田村                                        | 明治29年4月1日 稲敷郡発足                     | 昭和29年11月3日 江戸崎町                      | 江戸崎町                                      | 平成17年3月22日 稲敷市                        | 稲敷市                                        |                                               |
| 河内郡                                        |                                               | 下根本村                                      | 下根本村                                      | 根本村                                        | 明治29年4月1日 稲敷郡発足                     | 昭和30年4月1日 新利根村                       | 平成8年6月1日 町制                            | 平成17年3月22日 稲敷市                        | 稲敷市                                        |                                               |
| 河内郡                                        | 上根本村                                      |                                               |                                               | 根本村                                        | 明治29年4月1日 稲敷郡発足                     | 昭和30年4月1日 新利根村                       | 平成8年6月1日 町制                            | 平成17年3月22日 稲敷市                        | 稲敷市                                        |                                               |
| 河内郡                                        |                                               | 中山村                                        | 中山村                                        | 柴崎村                                        | 明治29年4月1日 稲敷郡発足                     | 昭和30年4月1日 新利根村                       | 平成8年6月1日 町制                            | 平成17年3月22日 稲敷市                        | 稲敷市                                        |                                               |
| 河内郡                                        | 柴崎村                                        |                                               |                                               | 柴崎村                                        | 明治29年4月1日 稲敷郡発足                     | 昭和30年4月1日 新利根村                       | 平成8年6月1日 町制                            | 平成17年3月22日 稲敷市                        | 稲敷市                                        |                                               |
| 河内郡                                        | 伊佐津村                                      |                                               |                                               | 柴崎村                                        | 明治29年4月1日 稲敷郡発足                     | 昭和30年4月1日 新利根村                       | 平成8年6月1日 町制                            | 平成17年3月22日 稲敷市                        | 稲敷市                                        |                                               |
| 河内郡                                        | 伊佐津新田                                    |                                               |                                               | 柴崎村                                        | 明治29年4月1日 稲敷郡発足                     | 昭和30年4月1日 新利根村                       | 平成8年6月1日 町制                            | 平成17年3月22日 稲敷市                        | 稲敷市                                        |                                               |
| 河内郡                                        | 戌渡新田                                      |                                               |                                               | 柴崎村                                        | 明治29年4月1日 稲敷郡発足                     | 昭和30年4月1日 新利根村                       | 平成8年6月1日 町制                            | 平成17年3月22日 稲敷市                        | 稲敷市                                        |                                               |
| 河内郡                                        | 角崎村                                        |                                               |                                               | 柴崎村                                        | 明治29年4月1日 稲敷郡発足                     | 昭和30年4月1日 新利根村                       | 平成8年6月1日 町制                            | 平成17年3月22日 稲敷市                        | 稲敷市                                        |                                               |
| 河内郡                                        | 狸穴村                                        |                                               |                                               | 柴崎村                                        | 明治29年4月1日 稲敷郡発足                     | 昭和30年4月1日 新利根村                       | 平成8年6月1日 町制                            | 平成17年3月22日 稲敷市                        | 稲敷市                                        |                                               |
| 河内郡                                        |                                               | 寺内村                                        | 明治元年頃 寺内村                             | 太田村                                        | 明治29年4月1日 稲敷郡発足                     | 昭和30年4月1日 新利根村                       | 平成8年6月1日 町制                            | 平成17年3月22日 稲敷市                        | 稲敷市                                        |                                               |
| 河内郡                                        | 明治元年頃 小野村                             | 寺内村                                        |                                               | 太田村                                        | 明治29年4月1日 稲敷郡発足                     | 昭和30年4月1日 新利根村                       | 平成8年6月1日 町制                            | 平成17年3月22日 稲敷市                        | 稲敷市                                        |                                               |
| 河内郡                                        | 下太田村                                      |                                               |                                               | 太田村                                        | 明治29年4月1日 稲敷郡発足                     | 昭和30年4月1日 新利根村                       | 平成8年6月1日 町制                            | 平成17年3月22日 稲敷市                        | 稲敷市                                        |                                               |
| 河内郡                                        | 堀川村                                        |                                               |                                               | 太田村                                        | 明治29年4月1日 稲敷郡発足                     | 昭和30年4月1日 新利根村                       | 平成8年6月1日 町制                            | 平成17年3月22日 稲敷市                        | 稲敷市                                        |                                               |
| 河内郡                                        |                                               | 阿波村                                        | 阿波村                                        | 阿波村                                        | 明治29年4月1日 稲敷郡発足                     | 昭和31年9月30日 桜川村に編入                  | 桜川村                                        | 平成17年3月22日 稲敷市                        | 稲敷市                                        |                                               |
| 河内郡                                        | 神宮寺村                                      |                                               |                                               | 阿波村                                        | 明治29年4月1日 稲敷郡発足                     | 昭和31年9月30日 桜川村に編入                  | 桜川村                                        | 平成17年3月22日 稲敷市                        | 稲敷市                                        |                                               |
| 河内郡                                        | 甘田村                                        |                                               |                                               | 阿波村                                        | 明治29年4月1日 稲敷郡発足                     | 昭和31年9月30日 桜川村に編入                  | 桜川村                                        | 平成17年3月22日 稲敷市                        | 稲敷市                                        |                                               |
| 河内郡                                        | 四箇村                                        |                                               |                                               | 阿波村                                        | 明治29年4月1日 稲敷郡発足                     | 昭和31年9月30日 桜川村に編入                  | 桜川村                                        | 平成17年3月22日 稲敷市                        | 稲敷市                                        |                                               |
| 河内郡                                        | 南山来村                                      |                                               |                                               | 阿波村                                        | 明治29年4月1日 稲敷郡発足                     | 昭和31年9月30日 桜川村に編入                  | 桜川村                                        | 平成17年3月22日 稲敷市                        | 稲敷市                                        |                                               |
| 河内郡                                        | 須賀津村                                      |                                               |                                               | 阿波村                                        | 明治29年4月1日 稲敷郡発足                     | 昭和31年9月30日 桜川村に編入                  | 桜川村                                        | 平成17年3月22日 稲敷市                        | 稲敷市                                        |                                               |
| 河内郡                                        |                                               | 古渡村                                        | 古渡村                                        | 古渡村                                        | 明治29年4月1日 稲敷郡発足                     | 昭和30年4月1日 桜川村                         | 桜川村                                        | 平成17年3月22日 稲敷市                        | 稲敷市                                        |                                               |
| 河内郡                                        | 柏木古渡村                                    |                                               |                                               | 古渡村                                        | 明治29年4月1日 稲敷郡発足                     | 昭和30年4月1日 桜川村                         | 桜川村                                        | 平成17年3月22日 稲敷市                        | 稲敷市                                        |                                               |
| 河内郡                                        | 柏木村                                        |                                               |                                               | 古渡村                                        | 明治29年4月1日 稲敷郡発足                     | 昭和30年4月1日 桜川村                         | 桜川村                                        | 平成17年3月22日 稲敷市                        | 稲敷市                                        |                                               |
| 河内郡                                        | 堀之内村                                      |                                               |                                               | 古渡村                                        | 明治29年4月1日 稲敷郡発足                     | 昭和30年4月1日 桜川村                         | 桜川村                                        | 平成17年3月22日 稲敷市                        | 稲敷市                                        |                                               |
| 河内郡                                        | 羽生村                                        |                                               |                                               | 古渡村                                        | 明治29年4月1日 稲敷郡発足                     | 昭和30年4月1日 桜川村                         | 桜川村                                        | 平成17年3月22日 稲敷市                        | 稲敷市                                        |                                               |
| 河内郡                                        | 岡飯出村                                      |                                               |                                               | 古渡村                                        | 明治29年4月1日 稲敷郡発足                     | 昭和30年4月1日 桜川村                         | 桜川村                                        | 平成17年3月22日 稲敷市                        | 稲敷市                                        |                                               |
| 河内郡                                        | 飯出村                                        |                                               |                                               | 古渡村                                        | 明治29年4月1日 稲敷郡発足                     | 昭和30年4月1日 桜川村                         | 桜川村                                        | 平成17年3月22日 稲敷市                        | 稲敷市                                        |                                               |
| 河内郡                                        | 三次村                                        |                                               |                                               | 古渡村                                        | 明治29年4月1日 稲敷郡発足                     | 昭和30年4月1日 桜川村                         | 桜川村                                        | 平成17年3月22日 稲敷市                        | 稲敷市                                        |                                               |
| 河内郡                                        | 上馬渡村                                      |                                               |                                               | 古渡村                                        | 明治29年4月1日 稲敷郡発足                     | 昭和30年4月1日 桜川村                         | 桜川村                                        | 平成17年3月22日 稲敷市                        | 稲敷市                                        |                                               |
| 河内郡                                        | 下馬渡村                                      |                                               |                                               | 古渡村                                        | 明治29年4月1日 稲敷郡発足                     | 昭和30年4月1日 桜川村                         | 桜川村                                        | 平成17年3月22日 稲敷市                        | 稲敷市                                        |                                               |
| 信太郡                                        |                                               | 浮島村                                        | 浮島村                                        | 浮島村'                                       | 明治29年4月1日 稲敷郡発足                     | 昭和30年4月1日 桜川村                         | 桜川村                                        | 平成17年3月22日 稲敷市                        | 稲敷市                                        |                                               |
| 香取郡                                        |                                               | 上須田村                                      | 上須田村                                      | 本新島村の一部                                | 明治32年4月1日 本新島村                       | 昭和30年1月5日 東町                           | 平成8年9月1日 町制                            | 平成17年3月22日 稲敷市                        | 稲敷市                                        |                                               |
| 香取郡                                        | 上之島村                                      |                                               |                                               | 本新島村の一部                                | 明治32年4月1日 本新島村                       | 昭和30年1月5日 東町                           | 平成8年9月1日 町制                            | 平成17年3月22日 稲敷市                        | 稲敷市                                        |                                               |
| 香取郡                                        | 西代村                                        |                                               |                                               | 本新島村の一部                                | 明治32年4月1日 本新島村                       | 昭和30年1月5日 東町                           | 平成8年9月1日 町制                            | 平成17年3月22日 稲敷市                        | 稲敷市                                        |                                               |
| 香取郡                                        | 石納村の一部                                  |                                               |                                               | 本新島村の一部                                | 明治32年4月1日 本新島村                       | 昭和30年1月5日 東町                           | 平成8年9月1日 町制                            | 平成17年3月22日 稲敷市                        | 稲敷市                                        |                                               |
| 香取郡                                        | 飯島村の一部                                  |                                               |                                               | 本新島村の一部                                | 明治32年4月1日 本新島村                       | 昭和30年1月5日 東町                           | 平成8年9月1日 町制                            | 平成17年3月22日 稲敷市                        | 稲敷市                                        |                                               |
| 香取郡                                        |                                               | 八筋川村の一部                                | 八筋川村の一部                                | 新島村の一部                                  | 明治32年4月1日 本新島村                       | 昭和30年1月5日 東町                           | 平成8年9月1日 町制                            | 平成17年3月22日 稲敷市                        | 稲敷市                                        |                                               |
| 香取郡                                        | 大島村の一部                                  |                                               |                                               | 新島村の一部                                  | 明治32年4月1日 本新島村                       | 昭和30年1月5日 東町                           | 平成8年9月1日 町制                            | 平成17年3月22日 稲敷市                        | 稲敷市                                        |                                               |
| 香取郡                                        | 三島村の一部                                  |                                               |                                               | 新島村の一部                                  | 明治32年4月1日 本新島村                       | 昭和30年1月5日 東町                           | 平成8年9月1日 町制                            | 平成17年3月22日 稲敷市                        | 稲敷市                                        |                                               |
| 香取郡                                        | 境島村の一部                                  |                                               |                                               | 新島村の一部                                  | 明治32年4月1日 本新島村                       | 昭和30年1月5日 東町                           | 平成8年9月1日 町制                            | 平成17年3月22日 稲敷市                        | 稲敷市                                        |                                               |
| 香取郡                                        |                                               | 佐原新田の一部                                | 佐原新田の一部                                | 佐原町の一部                                  | 明治32年4月1日 本新島村                       | 昭和30年1月5日 東町                           | 平成8年9月1日 町制                            | 平成17年3月22日 稲敷市                        | 稲敷市                                        |                                               |
| 香取郡                                        |                                               | 押砂村                                        | 押砂村                                        | 十余島村                                      | 明治32年4月1日 稲敷郡に移行                   | 昭和30年1月5日 東町                           | 平成8年9月1日 町制                            | 平成17年3月22日 稲敷市                        | 稲敷市                                        |                                               |
| 香取郡                                        | 結佐村                                        |                                               |                                               | 十余島村                                      | 明治32年4月1日 稲敷郡に移行                   | 昭和30年1月5日 東町                           | 平成8年9月1日 町制                            | 平成17年3月22日 稲敷市                        | 稲敷市                                        |                                               |
| 香取郡                                        | 六角村                                        |                                               |                                               | 十余島村                                      | 明治32年4月1日 稲敷郡に移行                   | 昭和30年1月5日 東町                           | 平成8年9月1日 町制                            | 平成17年3月22日 稲敷市                        | 稲敷市                                        |                                               |
| 香取郡                                        |                                               | 四ツ谷村                                      | 明治元年 四ツ谷村                             | 十余島村                                      | 明治32年4月1日 稲敷郡に移行                   | 昭和30年1月5日 東町                           | 平成8年9月1日 町制                            | 平成17年3月22日 稲敷市                        | 稲敷市                                        |                                               |
| 香取郡                                        | 明治元年 余津谷村                             | 四ツ谷村                                      |                                               | 十余島村                                      | 明治32年4月1日 稲敷郡に移行                   | 昭和30年1月5日 東町                           | 平成8年9月1日 町制                            | 平成17年3月22日 稲敷市                        | 稲敷市                                        |                                               |
| 香取郡                                        | 曲淵村                                        |                                               |                                               | 十余島村                                      | 明治32年4月1日 稲敷郡に移行                   | 昭和30年1月5日 東町                           | 平成8年9月1日 町制                            | 平成17年3月22日 稲敷市                        | 稲敷市                                        |                                               |
| 香取郡                                        | 橋向村                                        |                                               |                                               | 十余島村                                      | 明治32年4月1日 稲敷郡に移行                   | 昭和30年1月5日 東町                           | 平成8年9月1日 町制                            | 平成17年3月22日 稲敷市                        | 稲敷市                                        |                                               |
| 香取郡                                        | 清久島村                                      |                                               |                                               | 十余島村                                      | 明治32年4月1日 稲敷郡に移行                   | 昭和30年1月5日 東町                           | 平成8年9月1日 町制                            | 平成17年3月22日 稲敷市                        | 稲敷市                                        |                                               |
| 香取郡                                        | 手賀組新田                                    |                                               |                                               | 十余島村                                      | 明治32年4月1日 稲敷郡に移行                   | 昭和30年1月5日 東町                           | 平成8年9月1日 町制                            | 平成17年3月22日 稲敷市                        | 稲敷市                                        |                                               |
| 香取郡                                        | 佐原組新田                                    |                                               |                                               | 十余島村                                      | 明治32年4月1日 稲敷郡に移行                   | 昭和30年1月5日 東町                           | 平成8年9月1日 町制                            | 平成17年3月22日 稲敷市                        | 稲敷市                                        |                                               |
| 香取郡                                        | 下須田新田                                    |                                               |                                               | 十余島村                                      | 明治32年4月1日 稲敷郡に移行                   | 昭和30年1月5日 東町                           | 平成8年9月1日 町制                            | 平成17年3月22日 稲敷市                        | 稲敷市                                        |                                               |
| 香取郡                                        | 阿波崎新田                                    |                                               |                                               | 十余島村                                      | 明治32年4月1日 稲敷郡に移行                   | 昭和30年1月5日 東町                           | 平成8年9月1日 町制                            | 平成17年3月22日 稲敷市                        | 稲敷市                                        |                                               |
| 河内郡                                        |                                               | 下須田村                                      | 下須田村                                      | 伊崎村                                        | [明治29年4月1日 稲敷郡発足                    | 昭和30年1月5日 東町                           | 平成8年9月1日 町制                            | 平成17年3月22日 稲敷市                        | 稲敷市                                        |                                               |
| 河内郡                                        | 伊佐部村                                      |                                               |                                               | 伊崎村                                        | [明治29年4月1日 稲敷郡発足                    | 昭和30年1月5日 東町                           | 平成8年9月1日 町制                            | 平成17年3月22日 稲敷市                        | 稲敷市                                        |                                               |
| 河内郡                                        | 阿波崎村                                      |                                               |                                               | 伊崎村                                        | [明治29年4月1日 稲敷郡発足                    | 昭和30年1月5日 東町                           | 平成8年9月1日 町制                            | 平成17年3月22日 稲敷市                        | 稲敷市                                        |                                               |
| 河内郡                                        | 釜井村                                        |                                               |                                               | 伊崎村                                        | [明治29年4月1日 稲敷郡発足                    | 昭和30年1月5日 東町                           | 平成8年9月1日 町制                            | 平成17年3月22日 稲敷市                        | 稲敷市                                        |                                               |
| 河内郡                                        |                                               | 福田村                                        | 福田村                                        | 大須賀村                                      | [明治29年4月1日 稲敷郡発足                    | 昭和33年2月20日 東村に編入                    | 平成8年9月1日 町制                            | 平成17年3月22日 稲敷市                        | 稲敷市                                        |                                               |
| 河内郡                                        | 幸田村                                        |                                               |                                               | 大須賀村                                      | [明治29年4月1日 稲敷郡発足                    | 昭和33年2月20日 東村に編入                    | 平成8年9月1日 町制                            | 平成17年3月22日 稲敷市                        | 稲敷市                                        |                                               |
| 河内郡                                        | 脇川村                                        |                                               |                                               | 大須賀村                                      | [明治29年4月1日 稲敷郡発足                    | 昭和33年2月20日 東村に編入                    | 平成8年9月1日 町制                            | 平成17年3月22日 稲敷市                        | 稲敷市                                        |                                               |
| 河内郡                                        | 中島村                                        |                                               |                                               | 大須賀村                                      | [明治29年4月1日 稲敷郡発足                    | 昭和33年2月20日 東村に編入                    | 平成8年9月1日 町制                            | 平成17年3月22日 稲敷市                        | 稲敷市                                        |                                               |
| 河内郡                                        | 清水村                                        |                                               |                                               | 大須賀村                                      | [明治29年4月1日 稲敷郡発足                    | 昭和33年2月20日 東村に編入                    | 平成8年9月1日 町制                            | 平成17年3月22日 稲敷市                        | 稲敷市                                        |                                               |
| 河内郡                                        | 町田村                                        |                                               |                                               | 大須賀村                                      | [明治29年4月1日 稲敷郡発足                    | 昭和33年2月20日 東村に編入                    | 平成8年9月1日 町制                            | 平成17年3月22日 稲敷市                        | 稲敷市                                        |                                               |
| 河内郡                                        |                                               | 大沼村                                        | 明治12年 東大沼村                             | 大須賀村                                      | [明治29年4月1日 稲敷郡発足                    | 昭和33年2月20日 東村に編入                    | 平成8年9月1日 町制                            | 平成17年3月22日 稲敷市                        | 稲敷市                                        |                                               |
| 河内郡                                        | 市崎村                                        |                                               |                                               | 大須賀村                                      | [明治29年4月1日 稲敷郡発足                    | 昭和33年2月20日 東村に編入                    | 平成8年9月1日 町制                            | 平成17年3月22日 稲敷市                        | 稲敷市                                        |                                               |

## 行政
- 市長：筧信太郎（2018年11月25日就任、2期目）

### 歴代市長
| 代    | 氏名     | 就任年月日     | 退任年月日     | 備考           |
| ----- | -------- | -------------- | -------------- | -------------- |
| 初代  | 高城功   | 2005年5月1日   | 2009年4月30日  |                |
| 2-4代 | 田口久克 | 2009年5月1日   | 2018年10月14日 | 在職中に病死。 |
| 5-6代 | 筧信太郎 | 2018年11月25日 | 現職           |                |

### 市役所

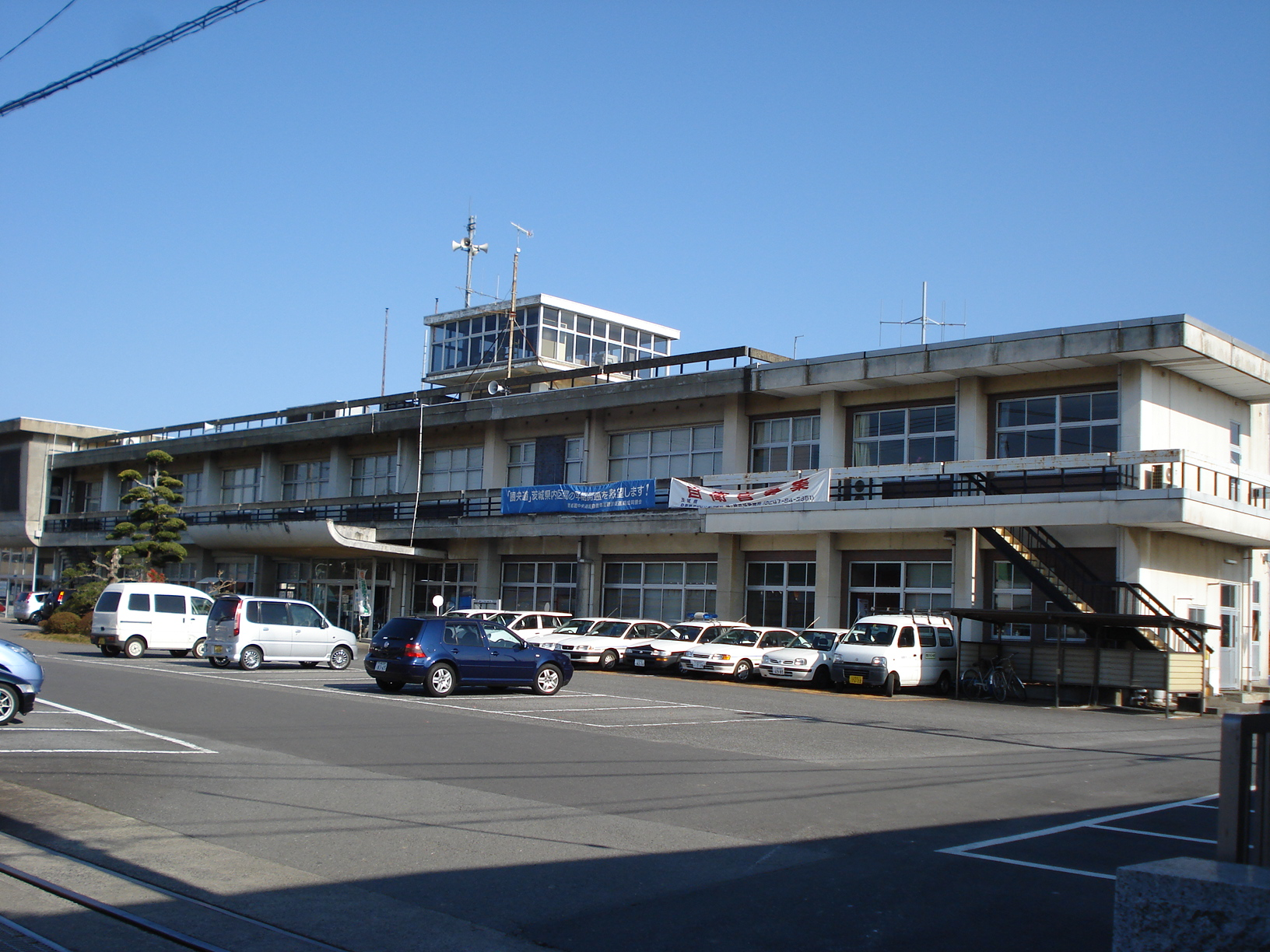
旧江戸崎庁舎

2016年5月6日、犬塚1570番地1（江戸崎西高校跡地）に市役所新庁舎が開庁し、部課を集約化。
- 市役所（犬塚1570番地1）
- 東支所（旧 東庁舎）
- 新利根地区センター（旧 新利根庁舎）
- 桜川地区センター（旧 桜川庁舎）
- 生涯学習課（江戸崎公民館）
- 健康増進課（江戸崎保健センター）

### 広域事務

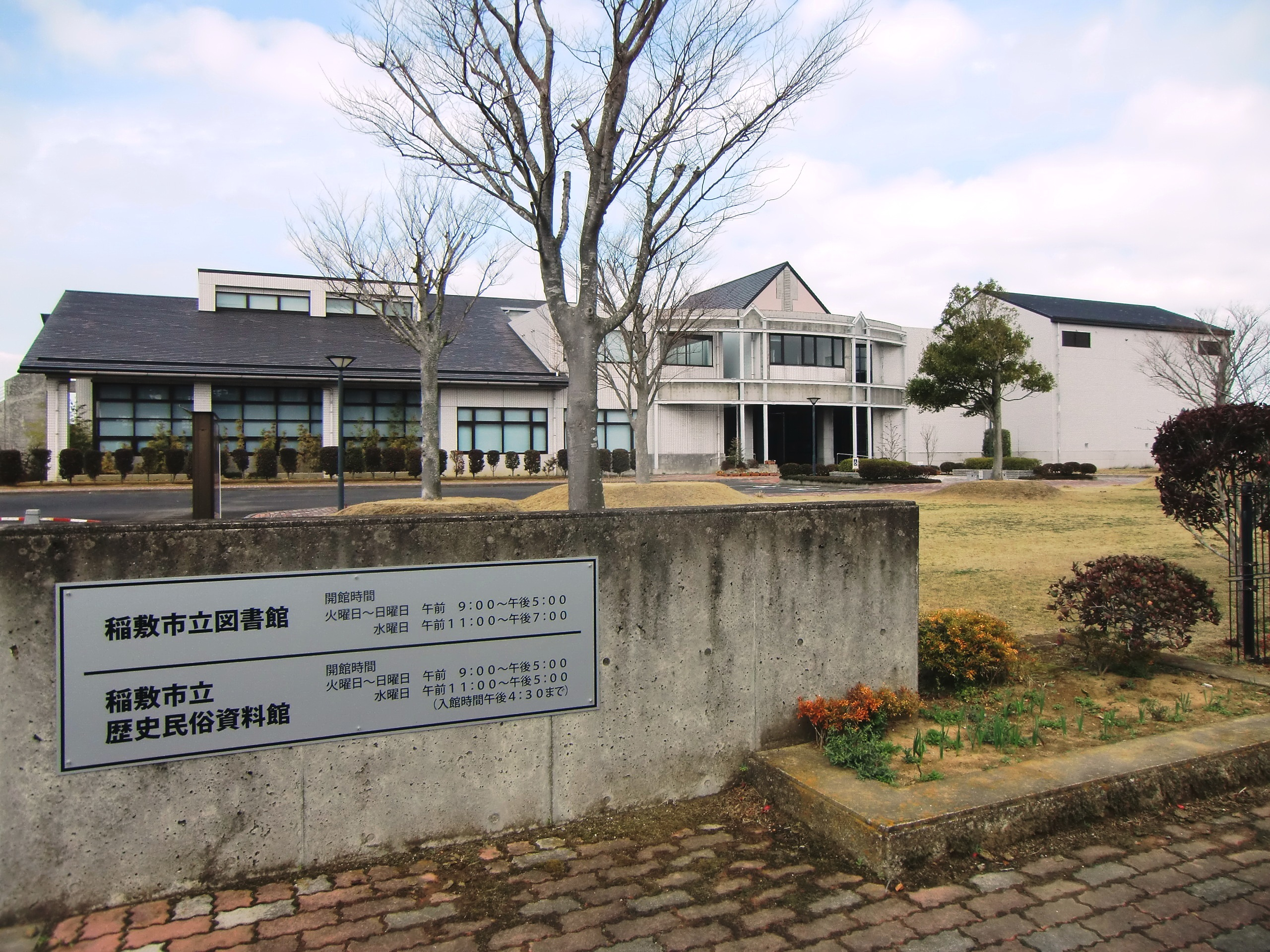
市立図書館・歴史民俗資料館

- 茨城県市町村総合事務組合
- 茨城租税債権管理機構
- 龍ケ崎地方衛生組合
- 江戸崎地方衛生土木組合
- 稲敷地方広域市町村圏事務組合

※ナンバープレート：土浦

### 第三セクター等
- 稲敷市農業公社

### 公共施設
- 稲敷市立図書館

## 議会

### 市議会
- 任期：2022年12月22日 - 2026年12月21日
  - 定数：18[6]
  - 議長：根本光治
  - 副議長：岡沢亮一
  - 会派（議席）：無所属（16、うち社会民主党推薦1）・公明党（2）[7]

- 任期：2018年12月22日 - 2022年12月21日

- 定数：20
- 議長：篠田純一
- 副議長：若松宏幸
- 会派（議席）：無所属（16、うち社会民主党推薦1）・公明党（3）・日本共産党（1）

- 任期：2014年12月22日 - 2018年12月21日

- 定数：20
- 議長：伊藤均
- 副議長：松戸千秋
- 会派（議席）：無所属（16）・公明党（3）・日本共産党（1）

- 任期：2010年12月22日 - 2014年12月21日

- 定数：22
- 議長：長坂太郎
- 副議長：高野貴世志
- 会派（議席）：無所属（17）・公明党（3）・日本共産党（1）・自由民主党（1）

- 任期：2006年12月22日 - 2010年12月21日

- 定数：26
- 議長：宮本隆典
- 副議長：長坂太郎
- 会派（議席）：無所属（22）・公明党（3）・自由民主党（1）

- 任期：2005年3月22日 - 2006年12月21日

- 定数：68
(在任特例および定数特例により合併前の町村議会議員が市議会議員に移行したための暫定定数)
- 議長：吉田慶治
- 副議長：宮本隆典
- 会派（議席）：無所属（58）・公明党（3）・日本共産党（2）・自由民主党（1）・民主党（1）・合併時欠員（3）

- 議場は東支所にある。

### 衆議院
- 選挙区：茨城3区（龍ケ崎市、取手市、牛久市、守谷市、稲敷市、稲敷郡、北相馬郡）
- 任期：2021年10月31日 - 2025年10月30日
- 当日有権者数：389,521人
- 投票率：53.52％

| 当落 | 候補者名 | 年齢 | 所属党派     | 新旧別 | 得票数    | 重複 |
| ---- | -------- | ---- | ------------ | ------ | --------- | ---- |
| 当   | 葉梨康弘 | 62   | 自由民主党   | 前     | 109,448票 | ○    |
|      | 梶岡博樹 | 44   | 立憲民主党   | 新     | 63,674票  | ○    |
|      | 岸野智康 | 27   | 日本維新の会 | 新     | 31,100票  | ○    |

## 公共機関

### 警察

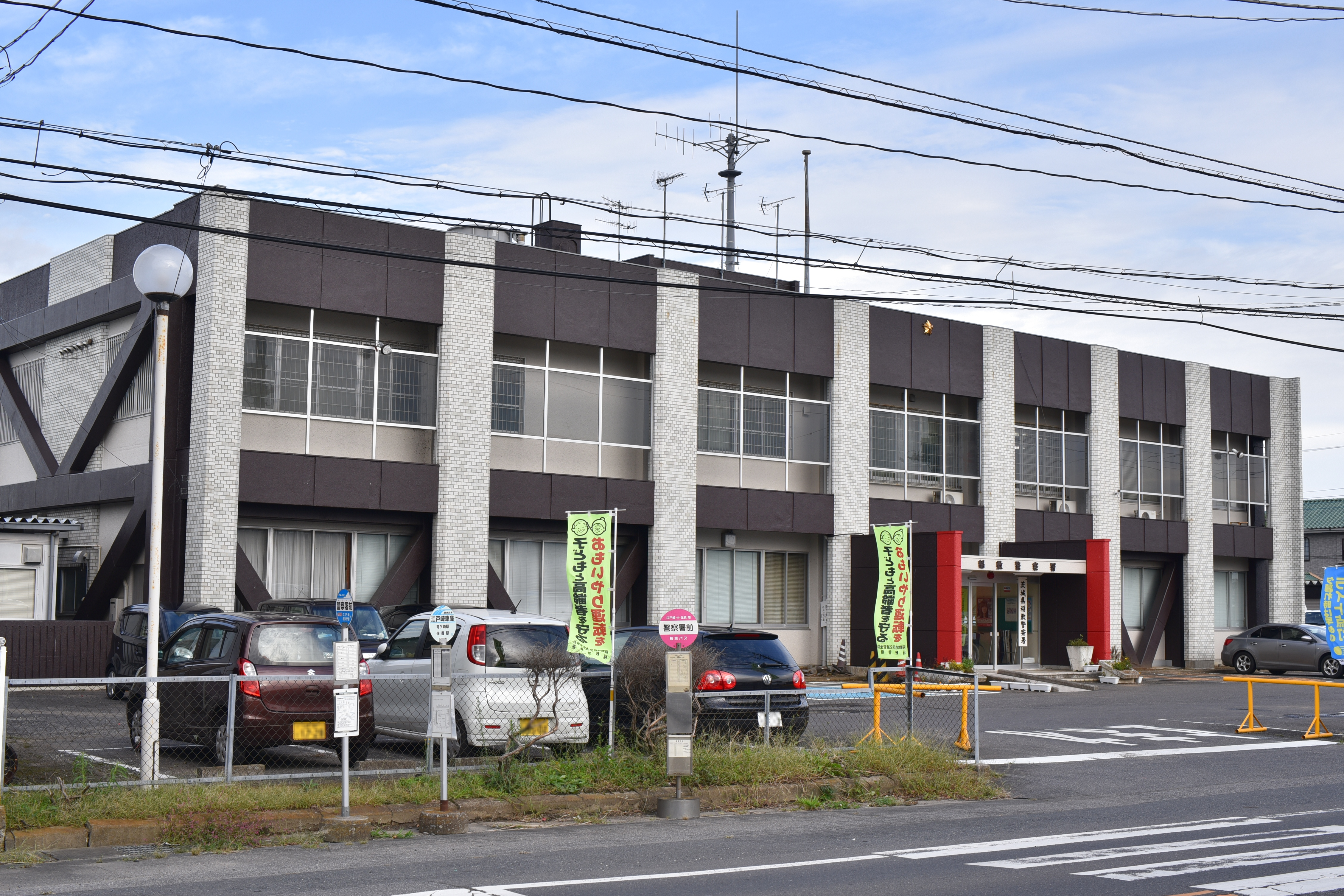
稲敷警察署

茨城県警察
- 稲敷警察署（旧江戸崎警察署）

### 消防
稲敷広域消防本部
- いなほ消防署
- いなほ消防署桜東分署

## 経済

### 産業
- 農業

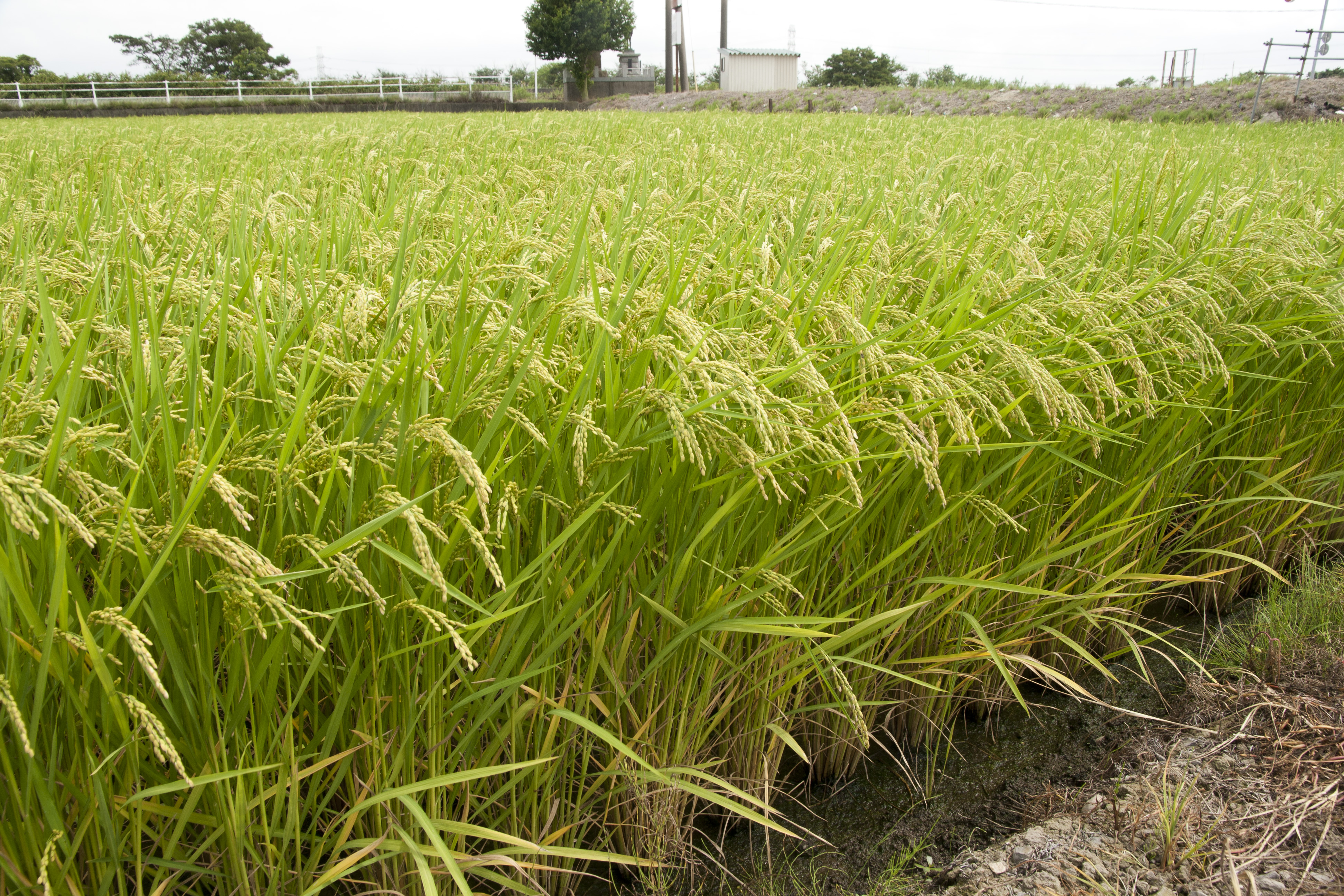
上須田の水田

  - 特産物：米、ブロッコリー (東)、レンコン (桜川)、カボチャ (江戸崎)、イチジク (新利根)
- 水産業
  - 特産物：淡水真珠 (東)
- 食品工業
  - ネスレ日本霞ヶ浦工場[20] (桜川)
  - 丸大食品茨城工場 (東)
- サービス業
  - 日本中央競馬会美浦トレーニングセンター：南馬場の一部とその西側に位置する厩舎のうち数棟が江戸崎に所在。

### 商業
- 商業施設
  - パルナ (東)

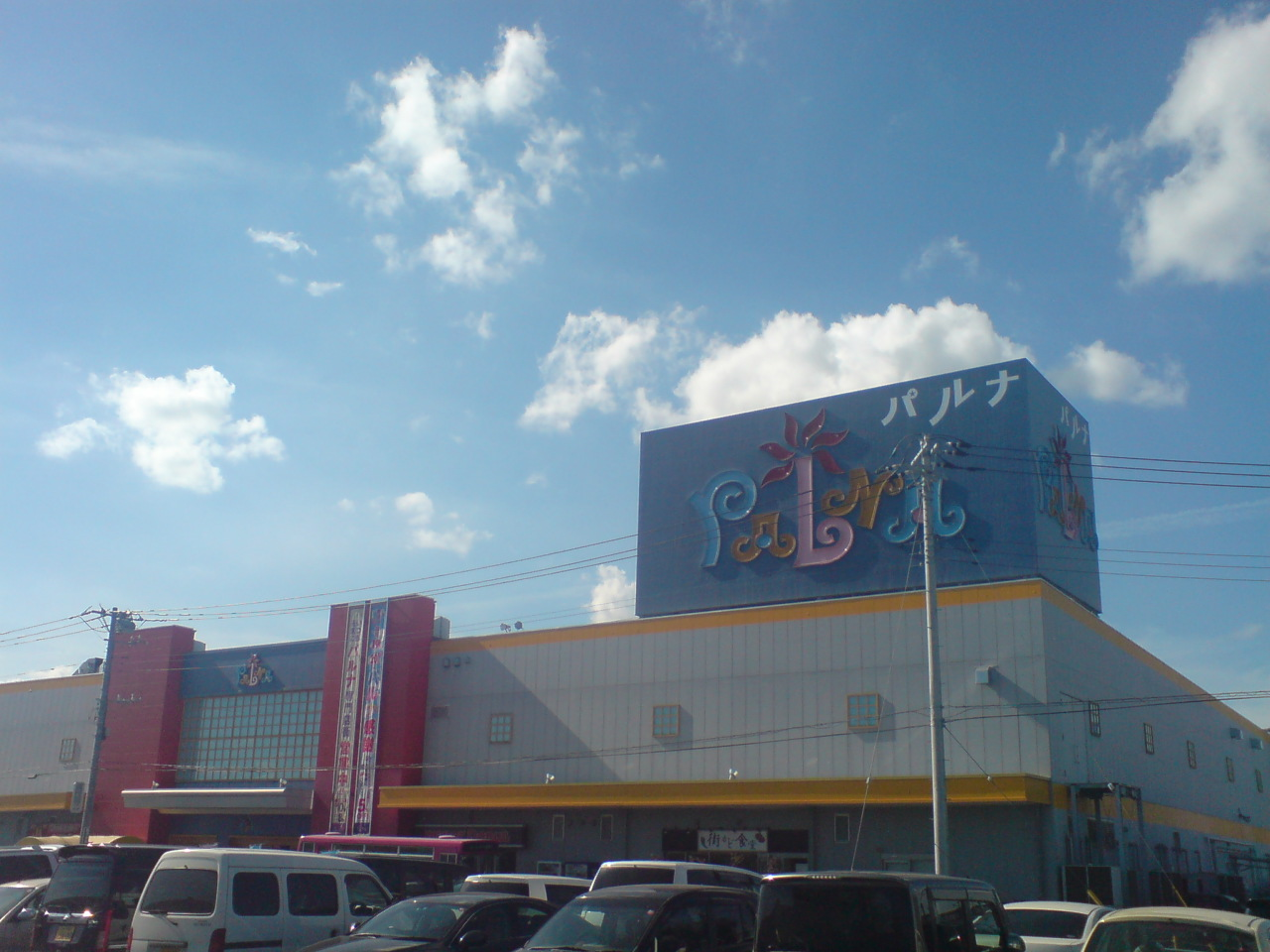
パルナ

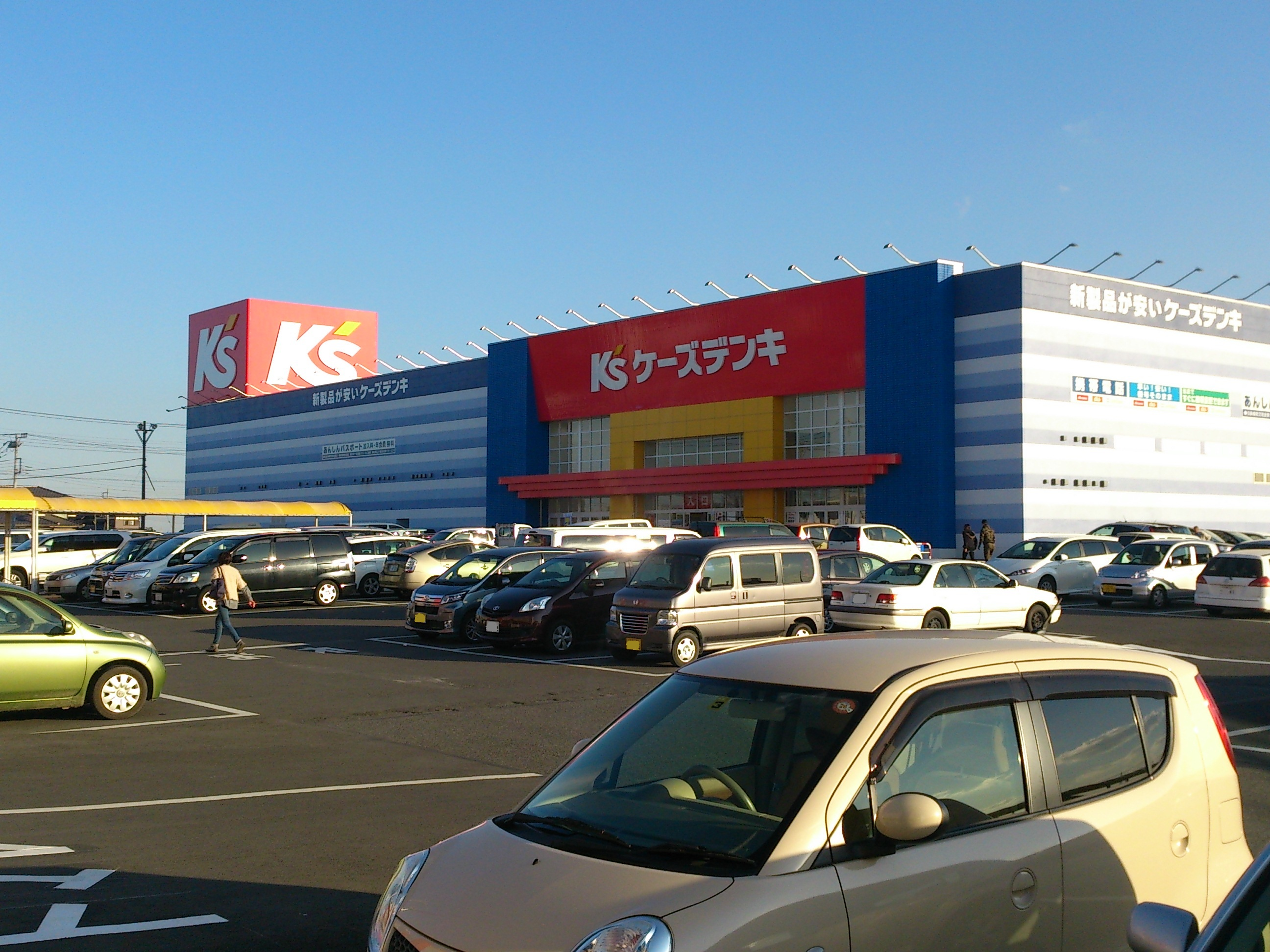
ケーズデンキ稲敷店

    - アピタ佐原東店 2019年9月営業終了し業態転換
    - MEGAドン・キホーテUNY 佐原東店 2019年12月営業開始
    - ケーズデンキ稲敷店
    - USシネマ パルナ稲敷

  - パンプ（江戸崎）

### 郵便局
- 江戸崎郵便局
- 根本郵便局
- 東郵便局
- 阿波郵便局
- 柴崎郵便局
- 下太田郵便局
- 本新島郵便局
- あずま伊崎郵便局
- 浮島郵便局
- 鳩崎郵便局
- 桜川古渡郵便局
- 大須賀郵便局

## 姉妹都市・提携都市

### 海外
- サーモンアーム市（カナダ・ブリティッシュコロンビア州）
1990年2月19日姉妹都市提携（旧東町との提携継続）

## 地域

### 教育

#### 高等学校
- 茨城県立江戸崎総合高等学校

#### 中学校
- 稲敷市立江戸崎中学校
- 稲敷市立新利根中学校
- 稲敷市立東中学校
- 稲敷市立桜川中学校

#### 小学校
- 稲敷市立江戸崎小学校
- 稲敷市立沼里小学校
- 稲敷市立高田小学校
- 稲敷市立新利根小学校
- 稲敷市立阿波小学校
- 稲敷市立浮島小学校

- 稲敷市立古渡小学校
- 稲敷市立あずま北小学校
- 稲敷市立あずま東小学校
- 稲敷市立あずま西小学校

## 交通

### 鉄道
- 当市に鉄道はなく、JTB時刻表によると、江戸崎バス停が中心駅の扱いとなっている。
- 鉄道を利用する場合は、JR東日本常磐線土浦駅、ひたち野うしく駅、荒川沖駅、成田線安食駅、下総神崎駅、佐原駅などが利用できる。

### バス

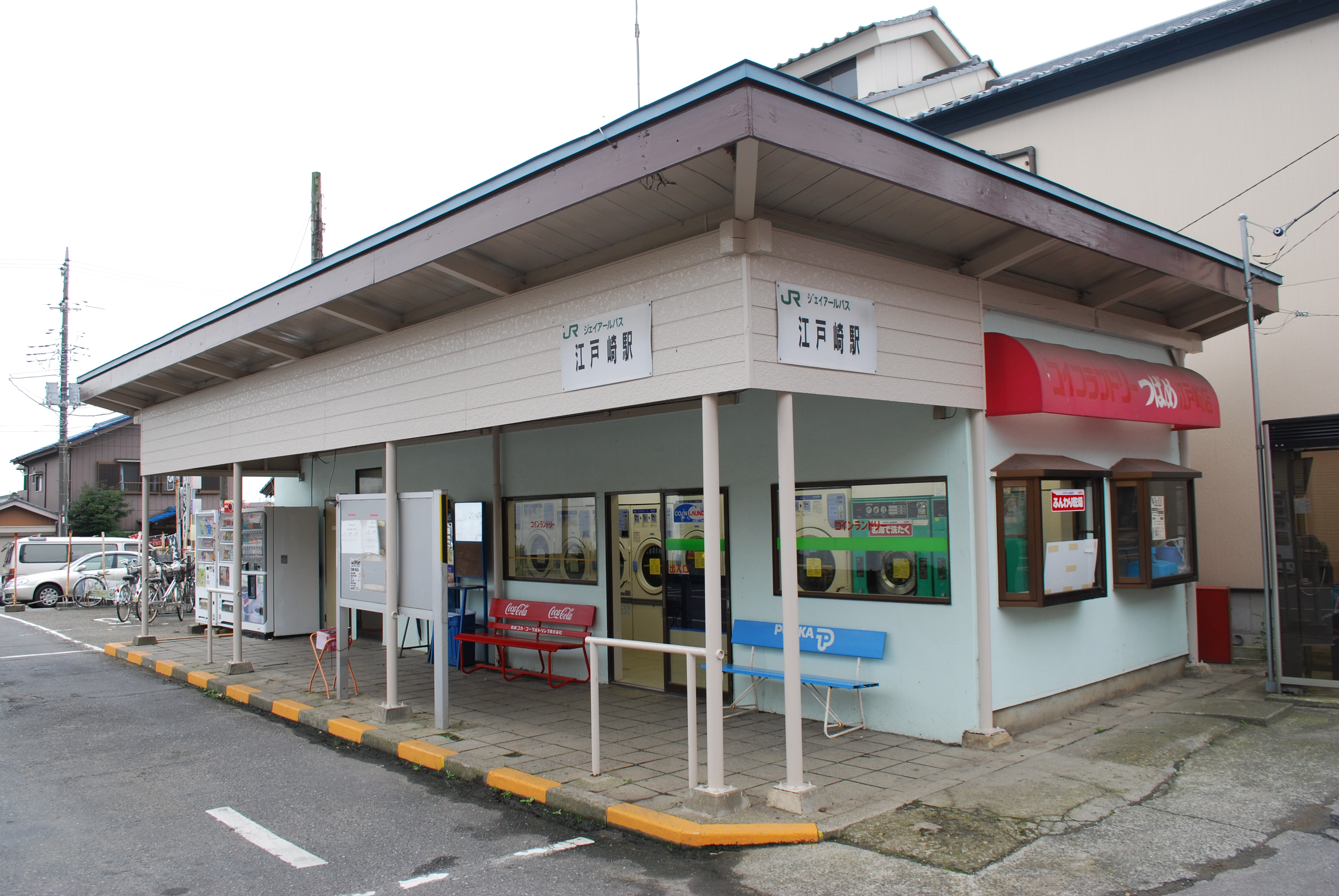
江戸崎駅（バスターミナル）

鉄道路線は市内を通らないものの、かつて日本国有鉄道が鉄道を補完する役割として常磐線土浦駅と成田線佐原駅の間に自動車路線を設けていた。現在はジェイアールバス関東が運行しているが、佐原方面の運行からは撤退した。代替路線として公的補助を受けた「桜東バス」が現在同区間を運行しているが、依然として佐原方面の利便性は低い。
路線バスは、おもに江戸崎と土浦市・龍ケ崎市・香取市佐原地区・下総神崎を結ぶ路線が運行されている。江戸崎の中心部には、国鉄自動車路線の「自動車駅」を継承した江戸崎バスターミナル（2015年3月に稲敷市がジェイアールバス関東から購入）があり、桜東バス・ブルーバス・稲敷市コミュニティバス・あずまコミュニティバスも乗り入れる。これまで、関東鉄道、および後述する各路線バス、稲敷市コミュニティバスは経由していなかったが、乗り継ぎをしやすくするためという理由で2018年10月1日付けで江戸崎バスターミナルに移設された。
高速バスは鉾田市と東京駅を結ぶ「あそう号」が東地区にバス停（上西代）を設置して経由する。
- ジェイアールバス関東 - 土浦支店
  - JR土浦駅 - 阿見坂下 - 木原 - 美浦トレセン前 - 江戸崎（霞ヶ浦線）
- 関東鉄道 - 江戸崎車庫、竜ヶ崎営業所
  - JR龍ケ崎市駅 - 関鉄竜ヶ崎駅 - 戸張 - 角崎坂下 - 江戸崎
  - 関鉄竜ヶ崎駅 - 済生会病院 - 角崎坂下 - 江戸崎
  - JRひたち野うしく駅 - 奥野生涯学習センター - 稲敷市役所 - 江戸崎（稲敷エリア広域バス　江戸崎・牛久ルート）
- 桜東バス（晃進物流）
  - 江戸崎 - 阿波 - 幸田車庫 - 東支所 - 佐原駅（佐原・江戸崎線）
  - 新利根（JA稲敷直売所） - 羽賀 - 江戸崎 - 浦向 - 幸田車庫 - JR下総神崎駅（新利根・神崎線）
- ブルーバス (茨城県) ※江戸崎、桜川（阿波）地区で通学需要を主に担う代替路線を運行する
  - 江戸崎 - 古渡 - 桜川公民館 - 浮島 - パルナ（浮島線）
  - 江戸崎 - 神宮寺 - 桜川地区センター（神宮寺線）
  - 野原集落センター - 江戸崎 - 稲敷市役所（鳩崎線）

#### コミュニティバス
- 稲敷市コミュニティバス（さくら自動車[22]に運行委託）
  - 江戸崎 - 稲敷市内循環（2013年1月運行開始）
- あずまコミュニティバス（晃進物流に運行委託）
  - 常陸幸田（幸田車庫）を起点に東支所など東地区を結ぶ。

### 道路
- 高速道路
  - 首都圏中央連絡自動車道（圏央道）

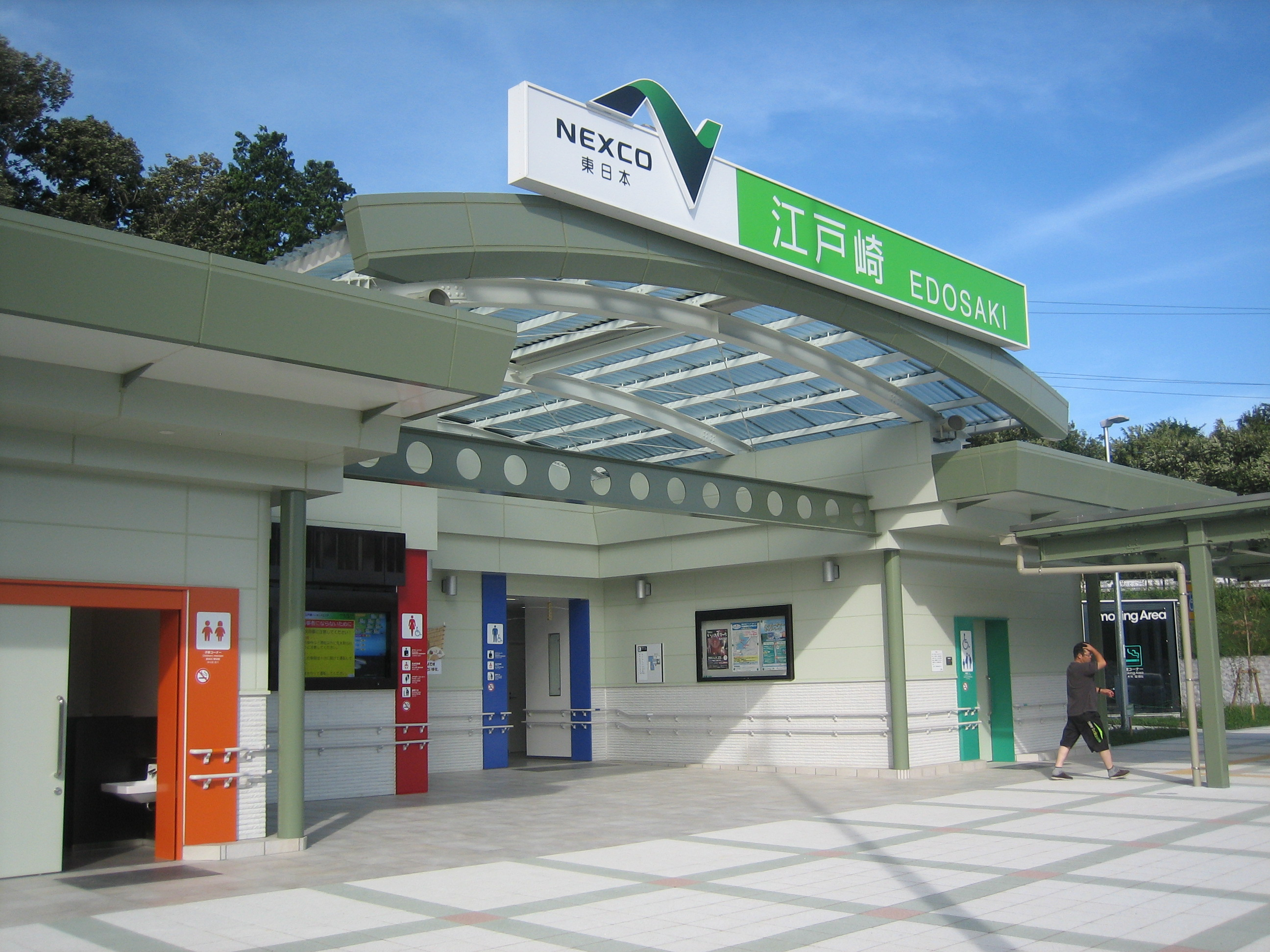
江戸崎パーキングエリア

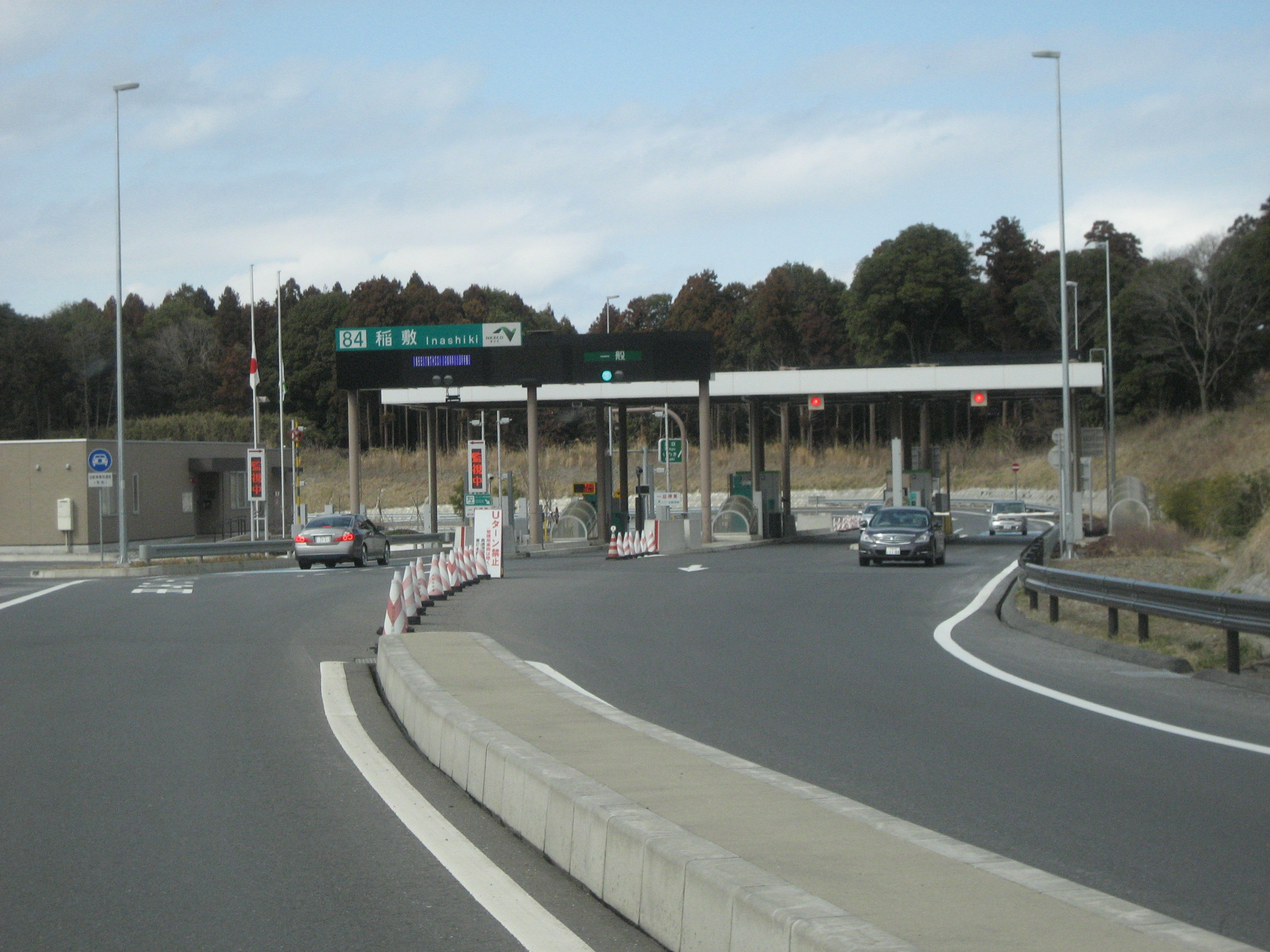
稲敷インターチェンジ

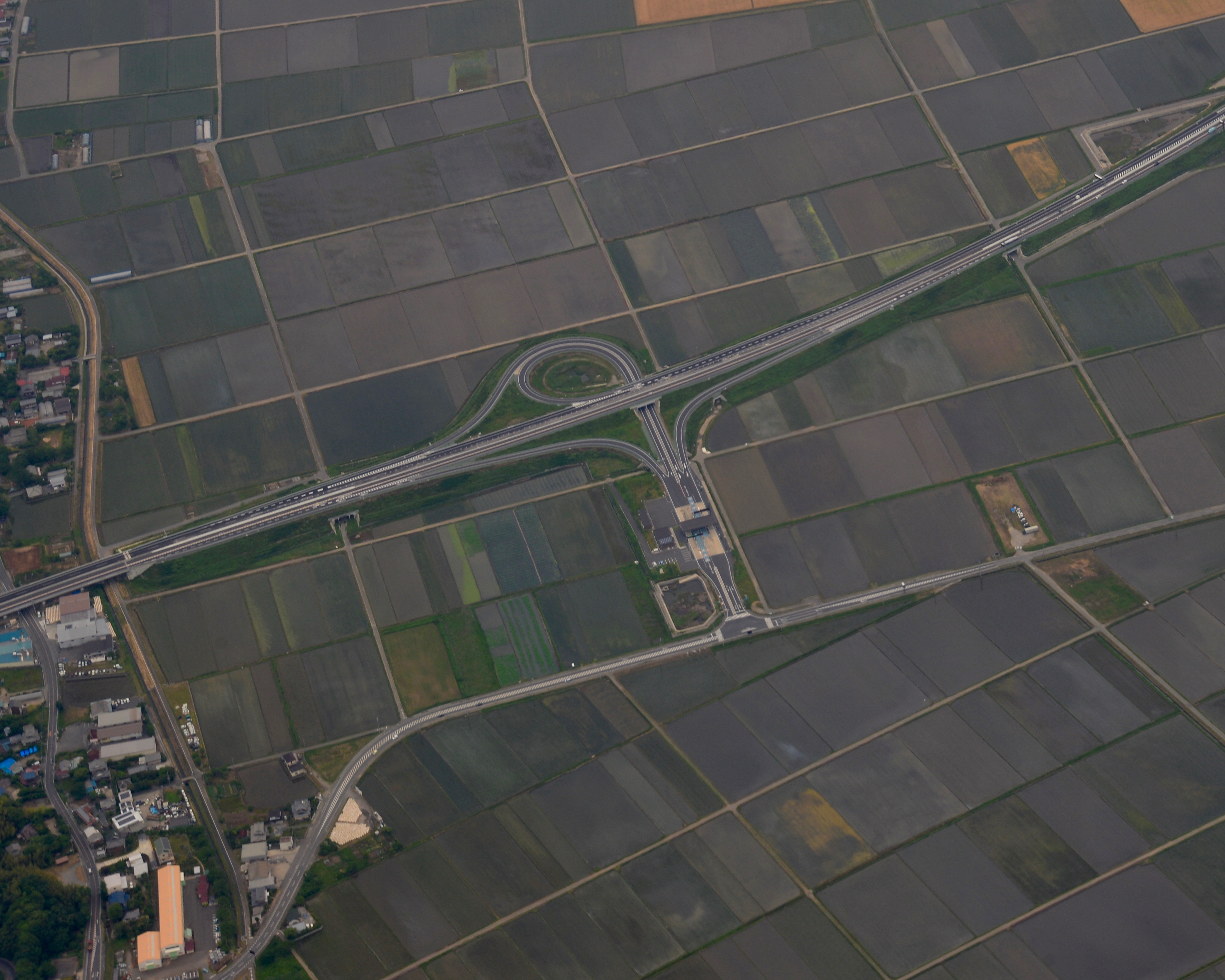
稲敷東インターチェンジ

    - （牛久市・常磐道方面） - 江戸崎PA - (84)稲敷IC - (85)稲敷東IC - （稲敷郡河内町・東関東道方面）
- 一般国道
  - 国道51号
  - 国道125号
  - 国道355号（市内の全区間は国道51号と重複）
  - 国道408号
- 主要地方道
  - 茨城県道2号水戸鉾田佐原線
  - 茨城県道5号竜ヶ崎潮来線
  - 茨城県道11号取手東線
  - 茨城県道25号土浦江戸崎線
  - 茨城県道49号江戸崎新利根線
- 一般県道
  - 茨城県道101号潮来佐原線
  - 茨城県道103号江戸崎下総線
  - 茨城県道107号江戸崎神崎線
  - 茨城県道206号新川江戸崎線
  - 茨城県道231号稲敷阿見線

## 通信
- 東京スカイツリーや水戸テレビ・ラジオ放送所から離れており、また成田国際空港が隣接していることもあってテレビ放送の受信障害がしばしば発生する。
- 合併により、同じ市内に市外局番が3つ存在する。旧江戸崎町・旧桜川村が029、旧新利根町が0297、旧東町が0299である。

## 名所・旧跡・観光スポット・祭事・催事

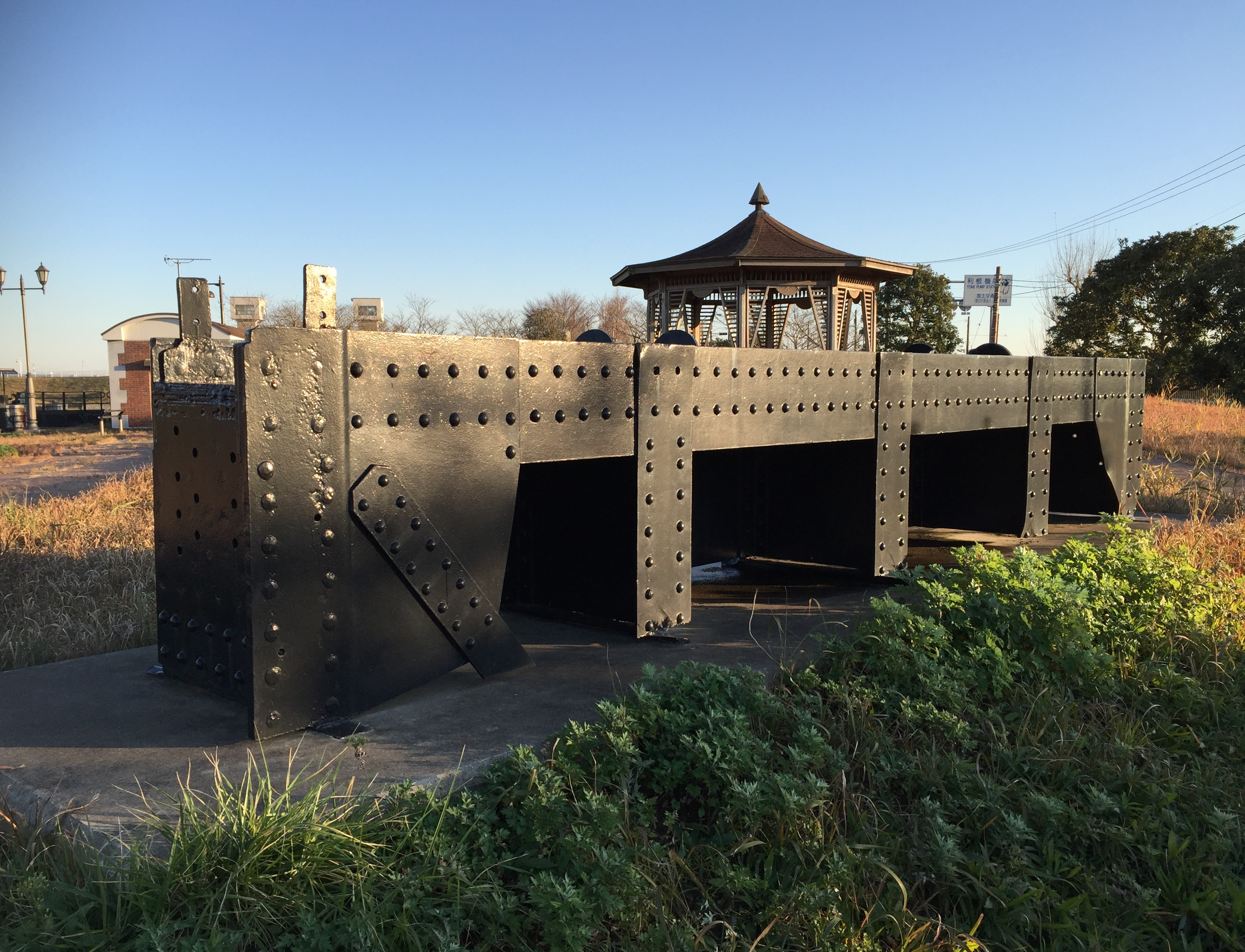
横利根閘門の旧門扉
(重要文化財)

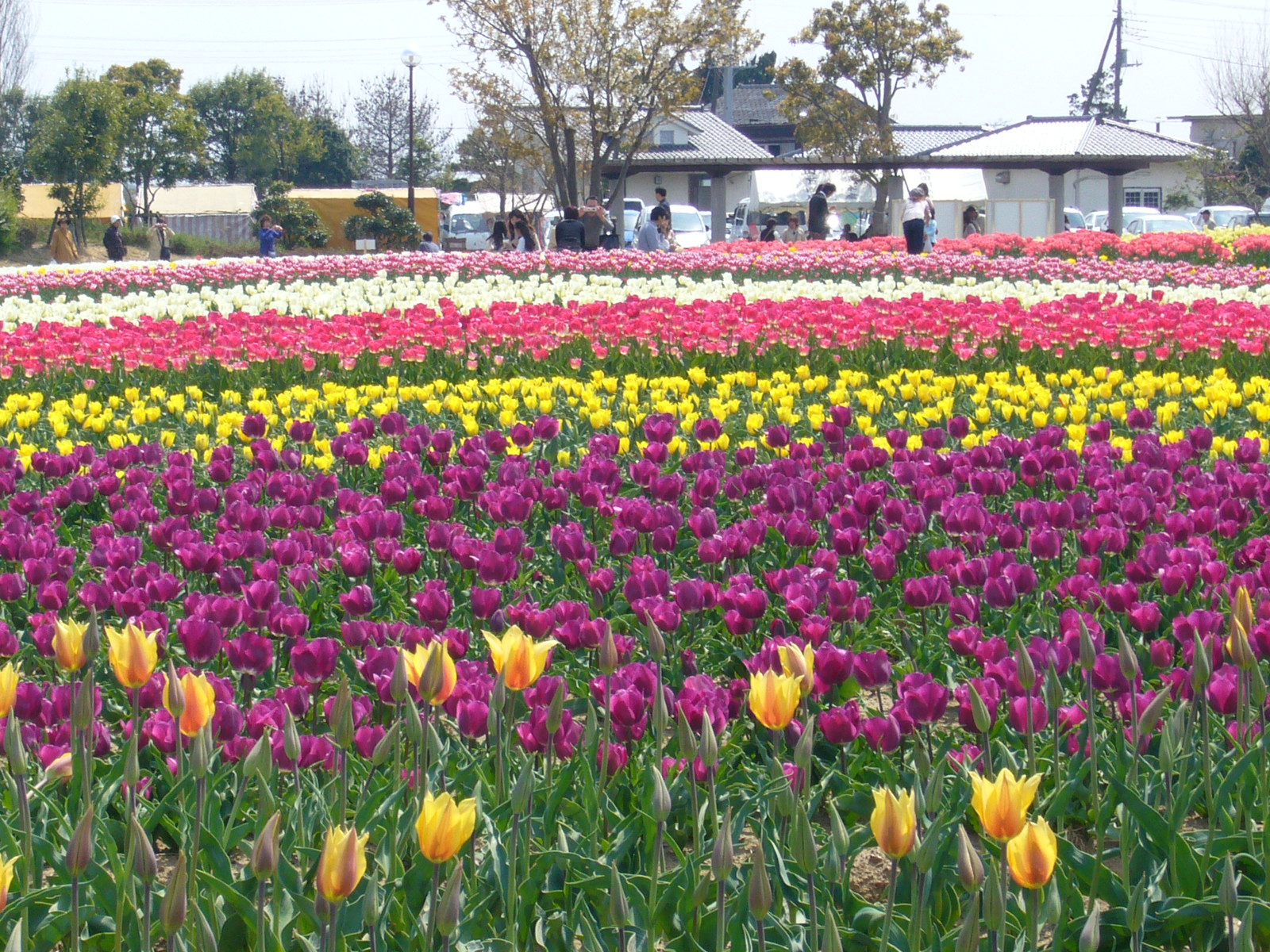
チューリップまつり（和田公園）

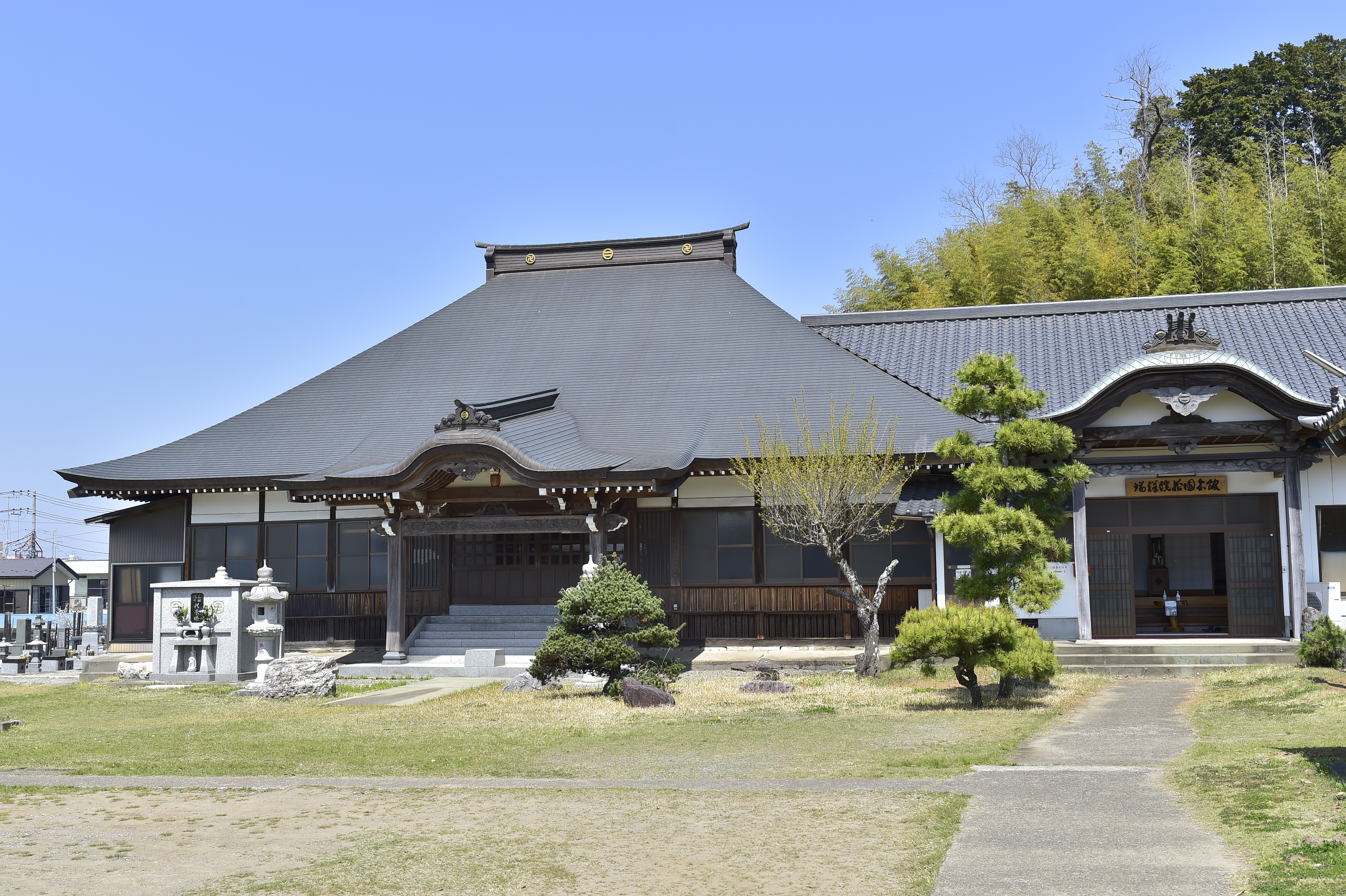
瑞祥院

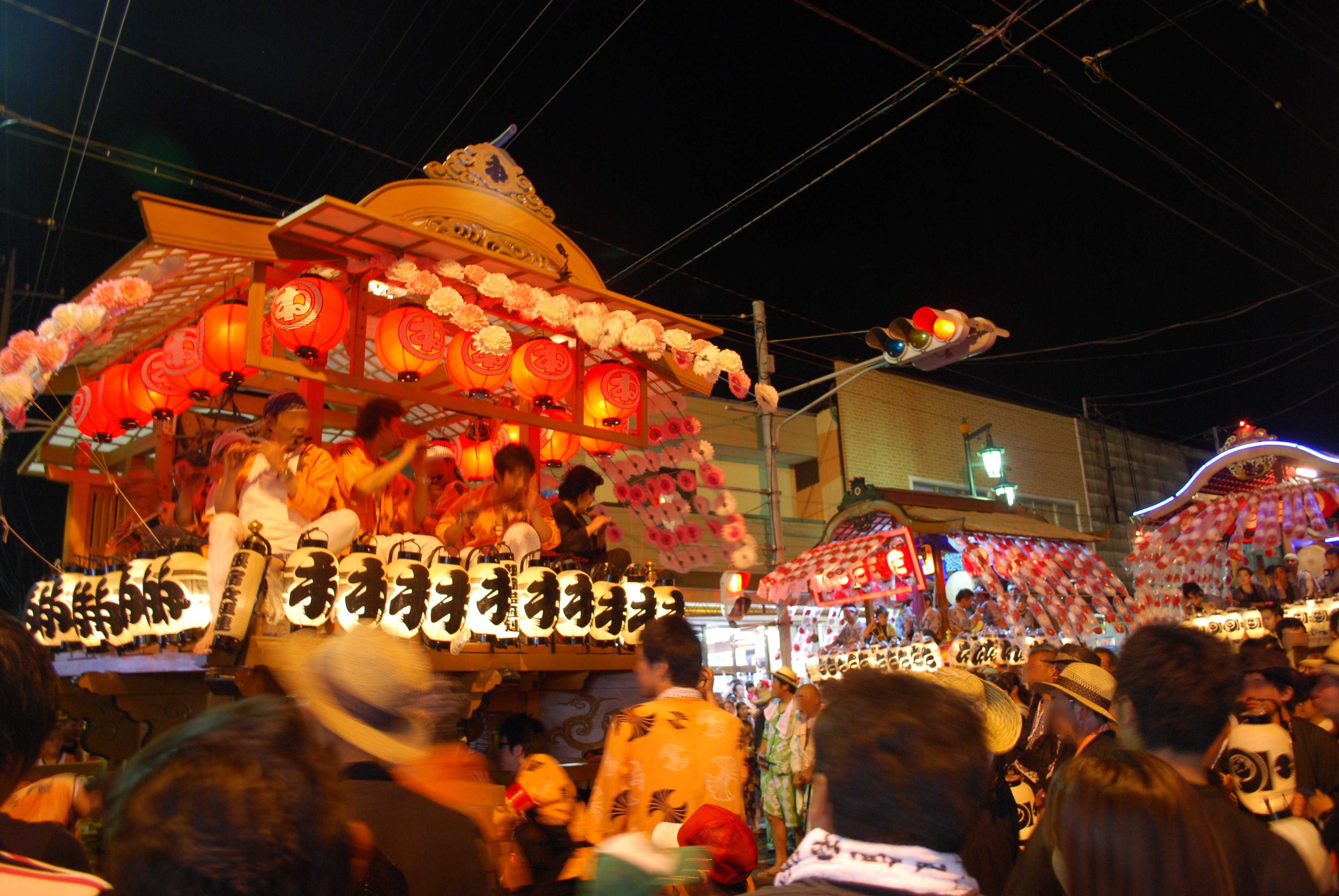
江戸崎祇園祭の山車

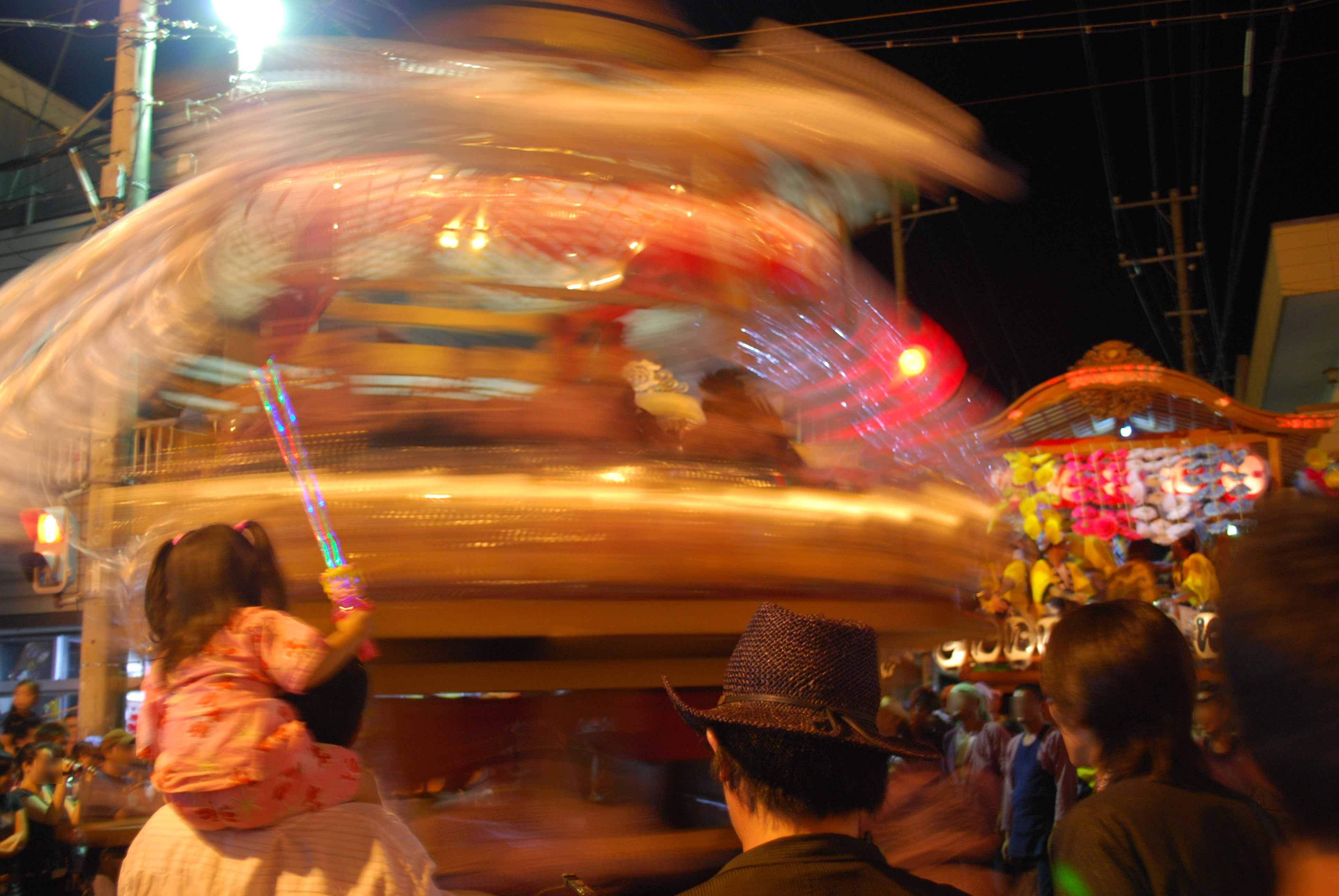
山車のぶんまわし

- こもれび森のイバライド（旧江戸崎農業公園ポティロンの森）
- 横利根閘門ふれあい公園
- 和田公園
- 大利根東公園
- 正定山智光院大念寺 – 江戸崎
- 瑞祥院（江上山瑞祥禪院・五百羅漢） – 江戸崎
- 醫王山不動院東光寺（江戸崎不動院） – 天台宗関東八檀林。江戸崎
- 慈雲山無量壽院逢善寺（小野の観音様） – 天台宗関東八檀林。小野
- 大杉神社（大杉大權現、大杉大明神、今宮大杉大明神） – 阿波
- 江戸崎祇園祭（佐原囃子系の下座の演奏で山車が引き廻される）

## 著名な出身者
- 稲妻雷五郎 - 江戸時代の力士、第7代横綱
- 松本楓湖 - 画家
- 小松崎軍次 -  元東京都江東区長
- 高須四郎 - 海軍大将
- 来栖良夫 - 児童文学作家
- 根本清蔵 - 元江戸崎町長、元茨城県議会副議長
- 川尻達也 - 総合格闘家
- 坂本大空也 - 元プロ野球選手（横浜ベイスターズ）
- 椎野大輝 - 元プロボクサー、第43代OPBF東洋太平洋バンタム級チャンピオン
- 染谷美代子 - 1973年ミス・ユニバース日本代表
- 柳町達 - プロ野球選手（福岡ソフトバンクホークス）
- 吉澤彩 - 馬術選手
- 佃良彦 - 経済学者、東北大学名誉教授
- 菊地恭一 - 元プロ野球選手（横浜大洋ホエールズ）
- 草野太郎 - 美浦トレーニングセンター所属のJRA騎手。